# Liste des planètes mineures non numérotées découvertes entre le 16 et le 30 avril 2015
Pour un article plus général, voir Liste des planètes mineures non numérotées découvertes en 2015.
Pour un article plus général, voir Liste des planètes mineures.
Cet article dresse la liste des planètes mineures (astéroïdes, centaures, objets transneptuniens et assimilés) non numérotées découvertes en avril 2015 dans l'ordre de leur découverte.
Au 15 janvier 2025, 661 077 des 1 434 993 planètes mineures répertoriées par le Centre des planètes mineures ne sont pas encore numérotées, soit 46,07 %.

## Rappel concernant la désignation provisoire
La désignation provisoire indique l'ordre de découverte de ces objets. En effet, cette désignation est composée de l'année de découverte (par exemple 2015) suivie de la quinzaine (demi-mois) de découverte (p.e. A = 1-15 janvier) puis de l'ordre de découverte dans cette quinzaine. Cet ordre est indiqué par une lettre et éventuellement un chiffre comme suit : A pour la première découverte, B pour la deuxième, ..., Z pour la 25e (le I n'est pas utilisé pour éviter la confusion avec 1), A1 pour la 26e, B1 pour la 27e, etc. , Z1 pour la 50e, A2 pour la 51e, B2 pour la 52e, etc. L'ordre de la numérotation ne suit donc pas l'ordre alphanumérique. 2015 AA1 suit ainsi 2015 AZ et précède 2015 AB1.

## Liste du 16 au 30 avril 2015
- 2015 HB
- 2015 HF
- 2015 HG
- 2015 HH
- 2015 HJ
- 2015 HK
- 2015 HS
- 2015 HT
- 2015 HU
- 2015 HW
- 2015 HY
- 2015 HZ
- 2015 HA1
- 2015 HB1
- 2015 HC1
- 2015 HD1
- 2015 HE1
- 2015 HF1
- 2015 HG1
- 2015 HL1
- 2015 HM1
- 2015 HN1
- 2015 HO1
- 2015 HP1
- 2015 HQ1
- 2015 HR1
- 2015 HS1
- 2015 HU1
- 2015 HE2
- 2015 HH2
- 2015 HM2
- 2015 HO2
- 2015 HS2
- 2015 HD3
- 2015 HE3
- 2015 HF3
- 2015 HN3
- 2015 HQ3
- 2015 HS3
- 2015 HB4
- 2015 HR4
- 2015 HX4
- 2015 HZ4
- 2015 HS5
- 2015 HA6
- 2015 HF6
- 2015 HH6
- 2015 HK6
- 2015 HM6
- 2015 HQ6
- 2015 HR6
- 2015 HD7
- 2015 HV7
- 2015 HY7
- 2015 HL8
- 2015 HW8
- 2015 HB9
- 2015 HC9
- 2015 HF9
- 2015 HG9
- 2015 HH9
- 2015 HJ9
- 2015 HK9
- 2015 HN9
- 2015 HQ9
- 2015 HR9
- 2015 HT9
- 2015 HU9
- 2015 HV9
- 2015 HW9
- 2015 HX9
- 2015 HY9
- 2015 HZ9
- 2015 HA10
- 2015 HD10
- 2015 HE10
- 2015 HF10
- 2015 HG10
- 2015 HJ10
- 2015 HK10
- 2015 HL10
- 2015 HM10
- 2015 HN10
- 2015 HO10
- 2015 HP10
- 2015 HQ10
- 2015 HR10
- 2015 HS10
- 2015 HT10
- 2015 HU10
- 2015 HW10
- 2015 HX10
- 2015 HY10
- 2015 HF11
- 2015 HG11
- 2015 HH11
- 2015 HJ11
- 2015 HQ11
- 2015 HR11
- 2015 HS11
- 2015 HT11
- 2015 HV11
- 2015 HW11
- 2015 HZ11
- 2015 HA12
- 2015 HC12
- 2015 HH12
- 2015 HM12
- 2015 HR12
- 2015 HY12
- 2015 HA13
- 2015 HD13
- 2015 HG13
- 2015 HV13
- 2015 HY13
- 2015 HA14
- 2015 HF14
- 2015 HK14
- 2015 HO14
- 2015 HR14
- 2015 HS14
- 2015 HX14
- 2015 HZ14
- 2015 HC15
- 2015 HE15
- 2015 HG15
- 2015 HL15
- 2015 HM15
- 2015 HQ15
- 2015 HW15
- 2015 HK16
- 2015 HP16
- 2015 HX16
- 2015 HY16
- 2015 HZ16
- 2015 HC17
- 2015 HE17
- 2015 HP17
- 2015 HQ17
- 2015 HU17
- 2015 HZ17
- 2015 HJ18
- 2015 HN18
- 2015 HS18
- 2015 HV18
- 2015 HY18
- 2015 HZ18
- 2015 HC19
- 2015 HK19
- 2015 HW19
- 2015 HX19
- 2015 HG20
- 2015 HH20
- 2015 HJ20
- 2015 HL20
- 2015 HO20
- 2015 HP20
- 2015 HU20
- 2015 HZ20
- 2015 HA21
- 2015 HD21
- 2015 HH21
- 2015 HN21
- 2015 HV21
- 2015 HX21
- 2015 HZ21
- 2015 HG22
- 2015 HK22
- 2015 HL22
- 2015 HO22
- 2015 HS22
- 2015 HX22
- 2015 HY22
- 2015 HZ22
- 2015 HC23
- 2015 HD23
- 2015 HG23
- 2015 HX23
- 2015 HA24
- 2015 HB24
- 2015 HE24
- 2015 HF24
- 2015 HO24
- 2015 HS24
- 2015 HV24
- 2015 HC25
- 2015 HG25
- 2015 HL25
- 2015 HN25
- 2015 HO25
- 2015 HQ25
- 2015 HT25
- 2015 HU25
- 2015 HV25
- 2015 HX25
- 2015 HZ25
- 2015 HH26
- 2015 HJ26
- 2015 HL26
- 2015 HM26
- 2015 HN26
- 2015 HR26
- 2015 HV26
- 2015 HX26
- 2015 HB27
- 2015 HC27
- 2015 HD27
- 2015 HE27
- 2015 HJ27
- 2015 HM27
- 2015 HU27
- 2015 HX27
- 2015 HZ27
- 2015 HR28
- 2015 HV28
- 2015 HW28
- 2015 HX28
- 2015 HE29
- 2015 HM29
- 2015 HV29
- 2015 HW29
- 2015 HY29
- 2015 HJ30
- 2015 HN30
- 2015 HQ30
- 2015 HR30
- 2015 HU30
- 2015 HA31
- 2015 HC31
- 2015 HG31
- 2015 HL31
- 2015 HM31
- 2015 HQ31
- 2015 HW31
- 2015 HX31
- 2015 HZ31
- 2015 HL32
- 2015 HM32
- 2015 HP32
- 2015 HZ32
- 2015 HK33
- 2015 HW33
- 2015 HG34
- 2015 HM34
- 2015 HO34
- 2015 HV34
- 2015 HE35
- 2015 HH35
- 2015 HJ35
- 2015 HW35
- 2015 HD36
- 2015 HV36
- 2015 HN37
- 2015 HT37
- 2015 HZ37
- 2015 HE38
- 2015 HJ38
- 2015 HN38
- 2015 HY38
- 2015 HN39
- 2015 HP39
- 2015 HR39
- 2015 HZ39
- 2015 HJ40
- 2015 HQ40
- 2015 HW40
- 2015 HZ40
- 2015 HB41
- 2015 HC41
- 2015 HE41
- 2015 HF41
- 2015 HG41
- 2015 HR41
- 2015 HS41
- 2015 HW41
- 2015 HD42
- 2015 HP42
- 2015 HD43
- 2015 HF43
- 2015 HK43
- 2015 HL43
- 2015 HM43
- 2015 HN43
- 2015 HO43
- 2015 HP43
- 2015 HQ43
- 2015 HR43
- 2015 HT43
- 2015 HY43
- 2015 HB44
- 2015 HK44
- 2015 HL44
- 2015 HO44
- 2015 HP44
- 2015 HX44
- 2015 HM45
- 2015 HP45
- 2015 HT45
- 2015 HE46
- 2015 HJ46
- 2015 HK46
- 2015 HL46
- 2015 HR46
- 2015 HW46
- 2015 HY46
- 2015 HZ46
- 2015 HA47
- 2015 HC47
- 2015 HE47
- 2015 HG47
- 2015 HR47
- 2015 HC48
- 2015 HF48
- 2015 HK48
- 2015 HL48
- 2015 HS48
- 2015 HU48
- 2015 HY48
- 2015 HC49
- 2015 HH49
- 2015 HK49
- 2015 HM49
- 2015 HV49
- 2015 HY49
- 2015 HK50
- 2015 HP50
- 2015 HC51
- 2015 HE51
- 2015 HJ51
- 2015 HQ51
- 2015 HS51
- 2015 HT51
- 2015 HV51
- 2015 HX51
- 2015 HY51
- 2015 HB52
- 2015 HC52
- 2015 HD52
- 2015 HF52
- 2015 HH52
- 2015 HJ52
- 2015 HN52
- 2015 HS52
- 2015 HA53
- 2015 HE53
- 2015 HX53
- 2015 HJ54
- 2015 HL54
- 2015 HQ54
- 2015 HT54
- 2015 HU54
- 2015 HV54
- 2015 HX54
- 2015 HB55
- 2015 HE55
- 2015 HG55
- 2015 HH55
- 2015 HN55
- 2015 HT55
- 2015 HM56
- 2015 HY56
- 2015 HZ56
- 2015 HD57
- 2015 HF57
- 2015 HM57
- 2015 HO57
- 2015 HX57
- 2015 HH58
- 2015 HA59
- 2015 HC59
- 2015 HJ59
- 2015 HL59
- 2015 HQ59
- 2015 HY59
- 2015 HA60
- 2015 HM61
- 2015 HR61
- 2015 HW61
- 2015 HK62
- 2015 HN62
- 2015 HR62
- 2015 HZ62
- 2015 HA63
- 2015 HF63
- 2015 HM63
- 2015 HN63
- 2015 HO63
- 2015 HQ63
- 2015 HT63
- 2015 HU63
- 2015 HW63
- 2015 HZ63
- 2015 HC64
- 2015 HH64
- 2015 HP64
- 2015 HQ64
- 2015 HT64
- 2015 HV64
- 2015 HW64
- 2015 HY64
- 2015 HZ64
- 2015 HB65
- 2015 HF65
- 2015 HH65
- 2015 HJ65
- 2015 HP65
- 2015 HR65
- 2015 HT65
- 2015 HU65
- 2015 HW65
- 2015 HC66
- 2015 HF66
- 2015 HG66
- 2015 HH66
- 2015 HM66
- 2015 HN66
- 2015 HO66
- 2015 HQ66
- 2015 HU66
- 2015 HW66
- 2015 HX66
- 2015 HA67
- 2015 HC67
- 2015 HG67
- 2015 HJ67
- 2015 HK67
- 2015 HN67
- 2015 HR67
- 2015 HS67
- 2015 HV67
- 2015 HY67
- 2015 HZ67
- 2015 HC68
- 2015 HF68
- 2015 HJ68
- 2015 HK68
- 2015 HL68
- 2015 HN68
- 2015 HR68
- 2015 HS68
- 2015 HV68
- 2015 HW68
- 2015 HX68
- 2015 HZ68
- 2015 HA69
- 2015 HD69
- 2015 HE69
- 2015 HF69
- 2015 HH69
- 2015 HQ69
- 2015 HX69
- 2015 HY69
- 2015 HZ69
- 2015 HB70
- 2015 HC70
- 2015 HD70
- 2015 HF70
- 2015 HH70
- 2015 HN70
- 2015 HS70
- 2015 HV70
- 2015 HW70
- 2015 HH71
- 2015 HM71
- 2015 HN71
- 2015 HP71
- 2015 HT71
- 2015 HV71
- 2015 HY71
- 2015 HD72
- 2015 HF72
- 2015 HH72
- 2015 HJ72
- 2015 HK72
- 2015 HL72
- 2015 HM72
- 2015 HN72
- 2015 HP72
- 2015 HQ72
- 2015 HR72
- 2015 HS72
- 2015 HV72
- 2015 HY72
- 2015 HC73
- 2015 HG73
- 2015 HH73
- 2015 HK73
- 2015 HL73
- 2015 HU73
- 2015 HY73
- 2015 HF74
- 2015 HH74
- 2015 HK74
- 2015 HM74
- 2015 HN74
- 2015 HO74
- 2015 HP74
- 2015 HR74
- 2015 HU74
- 2015 HX74
- 2015 HB75
- 2015 HC75
- 2015 HF75
- 2015 HK75
- 2015 HN75
- 2015 HO75
- 2015 HD76
- 2015 HJ76
- 2015 HL76
- 2015 HO76
- 2015 HQ76
- 2015 HR76
- 2015 HB77
- 2015 HC77
- 2015 HD77
- 2015 HN77
- 2015 HS77
- 2015 HZ77
- 2015 HA78
- 2015 HC78
- 2015 HD78
- 2015 HE78
- 2015 HH78
- 2015 HK78
- 2015 HM78
- 2015 HO78
- 2015 HR78
- 2015 HT78
- 2015 HU78
- 2015 HV78
- 2015 HW78
- 2015 HB79
- 2015 HC79
- 2015 HE79
- 2015 HF79
- 2015 HJ79
- 2015 HL79
- 2015 HM79
- 2015 HO79
- 2015 HQ79
- 2015 HS79
- 2015 HY79
- 2015 HC80
- 2015 HH80
- 2015 HK80
- 2015 HX80
- 2015 HY80
- 2015 HA81
- 2015 HD81
- 2015 HG81
- 2015 HK81
- 2015 HS81
- 2015 HT81
- 2015 HV81
- 2015 HW81
- 2015 HB82
- 2015 HK82
- 2015 HN82
- 2015 HP82
- 2015 HU82
- 2015 HE83
- 2015 HG83
- 2015 HQ83
- 2015 HR83
- 2015 HS83
- 2015 HU83
- 2015 HV83
- 2015 HW83
- 2015 HD84
- 2015 HF84
- 2015 HG84
- 2015 HP84
- 2015 HT84
- 2015 HU84
- 2015 HV84
- 2015 HY84
- 2015 HA85
- 2015 HD85
- 2015 HG85
- 2015 HP85
- 2015 HQ85
- 2015 HS85
- 2015 HT85
- 2015 HU85
- 2015 HC86
- 2015 HE86
- 2015 HH86
- 2015 HR86
- 2015 HS86
- 2015 HV86
- 2015 HX86
- 2015 HB87
- 2015 HF87
- 2015 HJ87
- 2015 HL87
- 2015 HN87
- 2015 HO87
- 2015 HQ87
- 2015 HS87
- 2015 HT87
- 2015 HX87
- 2015 HB88
- 2015 HC88
- 2015 HG88
- 2015 HH88
- 2015 HK88
- 2015 HM88
- 2015 HN88
- 2015 HO88
- 2015 HP88
- 2015 HX88
- 2015 HA89
- 2015 HC89
- 2015 HE89
- 2015 HF89
- 2015 HQ89
- 2015 HR89
- 2015 HS89
- 2015 HT89
- 2015 HU89
- 2015 HB90
- 2015 HF90
- 2015 HG90
- 2015 HQ90
- 2015 HS90
- 2015 HT90
- 2015 HX90
- 2015 HC91
- 2015 HV91
- 2015 HW91
- 2015 HY91
- 2015 HE92
- 2015 HQ92
- 2015 HU92
- 2015 HY92
- 2015 HA93
- 2015 HB93
- 2015 HC93
- 2015 HH93
- 2015 HR93
- 2015 HU93
- 2015 HK94
- 2015 HN94
- 2015 HW94
- 2015 HX94
- 2015 HA95
- 2015 HH95
- 2015 HM95
- 2015 HN95
- 2015 HP95
- 2015 HR95
- 2015 HS95
- 2015 HU95
- 2015 HY95
- 2015 HC96
- 2015 HD96
- 2015 HE96
- 2015 HG96
- 2015 HK96
- 2015 HM96
- 2015 HR96
- 2015 HT96
- 2015 HA97
- 2015 HM97
- 2015 HN97
- 2015 HO97
- 2015 HX97
- 2015 HY97
- 2015 HZ97
- 2015 HA98
- 2015 HB98
- 2015 HC98
- 2015 HD98
- 2015 HF98
- 2015 HH98
- 2015 HJ98
- 2015 HL98
- 2015 HP98
- 2015 HR98
- 2015 HY98
- 2015 HZ98
- 2015 HA99
- 2015 HC99
- 2015 HE99
- 2015 HL99
- 2015 HP99
- 2015 HR99
- 2015 HB100
- 2015 HH100
- 2015 HO100
- 2015 HS100
- 2015 HT100
- 2015 HU100
- 2015 HX100
- 2015 HY100
- 2015 HB101
- 2015 HC101
- 2015 HD101
- 2015 HE101
- 2015 HG101
- 2015 HN101
- 2015 HP101
- 2015 HQ101
- 2015 HT101
- 2015 HY101
- 2015 HC102
- 2015 HH103
- 2015 HP103
- 2015 HQ103
- 2015 HR103
- 2015 HT103
- 2015 HB104
- 2015 HD104
- 2015 HH104
- 2015 HL104
- 2015 HR104
- 2015 HY104
- 2015 HA105
- 2015 HM105
- 2015 HQ105
- 2015 HT105
- 2015 HD106
- 2015 HM106
- 2015 HR106
- 2015 HX106
- 2015 HZ106
- 2015 HA107
- 2015 HC107
- 2015 HQ107
- 2015 HS107
- 2015 HU107
- 2015 HV107
- 2015 HW107
- 2015 HX107
- 2015 HC108
- 2015 HD108
- 2015 HH108
- 2015 HT108
- 2015 HV108
- 2015 HY108
- 2015 HG109
- 2015 HL109
- 2015 HO109
- 2015 HP109
- 2015 HS109
- 2015 HB110
- 2015 HC110
- 2015 HD110
- 2015 HE110
- 2015 HP110
- 2015 HT110
- 2015 HV110
- 2015 HX110
- 2015 HA111
- 2015 HB111
- 2015 HC111
- 2015 HF111
- 2015 HG111
- 2015 HJ111
- 2015 HK111
- 2015 HN111
- 2015 HP111
- 2015 HR111
- 2015 HX111
- 2015 HZ111
- 2015 HA112
- 2015 HD112
- 2015 HF112
- 2015 HJ112
- 2015 HR112
- 2015 HU112
- 2015 HV112
- 2015 HP113
- 2015 HQ113
- 2015 HV113
- 2015 HY113
- 2015 HA114
- 2015 HE114
- 2015 HG114
- 2015 HW114
- 2015 HX114
- 2015 HD115
- 2015 HF115
- 2015 HS115
- 2015 HT115
- 2015 HW115
- 2015 HX115
- 2015 HY115
- 2015 HA116
- 2015 HH116
- 2015 HJ116
- 2015 HK116
- 2015 HO116
- 2015 HQ116
- 2015 HT116
- 2015 HU116
- 2015 HV116
- 2015 HW116
- 2015 HX116
- 2015 HZ116
- 2015 HA117
- 2015 HB117
- 2015 HC117
- 2015 HE117
- 2015 HF117
- 2015 HG117
- 2015 HM117
- 2015 HN117
- 2015 HQ117
- 2015 HY117
- 2015 HZ117
- 2015 HA118
- 2015 HB118
- 2015 HG118
- 2015 HM118
- 2015 HO118
- 2015 HS118
- 2015 HU118
- 2015 HV118
- 2015 HX118
- 2015 HY118
- 2015 HA119
- 2015 HC119
- 2015 HD119
- 2015 HE119
- 2015 HM119
- 2015 HN119
- 2015 HP119
- 2015 HS119
- 2015 HB120
- 2015 HD120
- 2015 HE120
- 2015 HK120
- 2015 HL120
- 2015 HQ120
- 2015 HS120
- 2015 HW120
- 2015 HY120
- 2015 HZ120
- 2015 HC121
- 2015 HD121
- 2015 HG121
- 2015 HH121
- 2015 HL121
- 2015 HN121
- 2015 HQ121
- 2015 HT121
- 2015 HW121
- 2015 HZ121
- 2015 HB122
- 2015 HE122
- 2015 HH122
- 2015 HJ122
- 2015 HL122
- 2015 HO122
- 2015 HB123
- 2015 HC123
- 2015 HE123
- 2015 HH123
- 2015 HK123
- 2015 HN123
- 2015 HV123
- 2015 HW123
- 2015 HY123
- 2015 HB124
- 2015 HC124
- 2015 HF124
- 2015 HK124
- 2015 HM124
- 2015 HN124
- 2015 HR124
- 2015 HS124
- 2015 HT124
- 2015 HU124
- 2015 HV124
- 2015 HX124
- 2015 HA125
- 2015 HB125
- 2015 HD125
- 2015 HK125
- 2015 HL125
- 2015 HM125
- 2015 HS125
- 2015 HU125
- 2015 HW125
- 2015 HX125
- 2015 HY125
- 2015 HD126
- 2015 HE126
- 2015 HJ126
- 2015 HK126
- 2015 HM126
- 2015 HN126
- 2015 HQ126
- 2015 HR126
- 2015 HY126
- 2015 HB127
- 2015 HD127
- 2015 HE127
- 2015 HG127
- 2015 HS127
- 2015 HT127
- 2015 HU127
- 2015 HX127
- 2015 HY127
- 2015 HZ127
- 2015 HB128
- 2015 HD128
- 2015 HE128
- 2015 HG128
- 2015 HH128
- 2015 HM128
- 2015 HN128
- 2015 HS128
- 2015 HU128
- 2015 HW128
- 2015 HX128
- 2015 HY128
- 2015 HD129
- 2015 HE129
- 2015 HJ129
- 2015 HL129
- 2015 HM129
- 2015 HN129
- 2015 HB130
- 2015 HK130
- 2015 HL130
- 2015 HO130
- 2015 HQ130
- 2015 HV130
- 2015 HB131
- 2015 HE131
- 2015 HF131
- 2015 HH131
- 2015 HJ131
- 2015 HO131
- 2015 HS131
- 2015 HT131
- 2015 HU131
- 2015 HV131
- 2015 HZ131
- 2015 HA132
- 2015 HB132
- 2015 HD132
- 2015 HJ132
- 2015 HO132
- 2015 HU132
- 2015 HV132
- 2015 HA133
- 2015 HD133
- 2015 HH133
- 2015 HU133
- 2015 HW133
- 2015 HZ133
- 2015 HB134
- 2015 HC134
- 2015 HF134
- 2015 HG134
- 2015 HH134
- 2015 HJ134
- 2015 HO134
- 2015 HP134
- 2015 HB135
- 2015 HE135
- 2015 HK135
- 2015 HL135
- 2015 HM135
- 2015 HV135
- 2015 HW135
- 2015 HZ135
- 2015 HA136
- 2015 HB136
- 2015 HE136
- 2015 HJ136
- 2015 HO136
- 2015 HS136
- 2015 HV136
- 2015 HX136
- 2015 HY136
- 2015 HB137
- 2015 HJ137
- 2015 HK137
- 2015 HM137
- 2015 HU137
- 2015 HA138
- 2015 HC138
- 2015 HD138
- 2015 HG138
- 2015 HL138
- 2015 HO138
- 2015 HP138
- 2015 HV138
- 2015 HY138
- 2015 HB139
- 2015 HC139
- 2015 HD139
- 2015 HE139
- 2015 HG139
- 2015 HL139
- 2015 HM139
- 2015 HO139
- 2015 HU139
- 2015 HY139
- 2015 HB140
- 2015 HC140
- 2015 HG140
- 2015 HJ140
- 2015 HN140
- 2015 HO140
- 2015 HT140
- 2015 HU140
- 2015 HV140
- 2015 HE141
- 2015 HG141
- 2015 HJ141
- 2015 HL141
- 2015 HQ141
- 2015 HR141
- 2015 HS141
- 2015 HU141
- 2015 HW141
- 2015 HZ141
- 2015 HB142
- 2015 HD142
- 2015 HF142
- 2015 HJ142
- 2015 HM142
- 2015 HN142
- 2015 HT142
- 2015 HV142
- 2015 HW142
- 2015 HY142
- 2015 HA143
- 2015 HD143
- 2015 HH143
- 2015 HN143
- 2015 HX143
- 2015 HD144
- 2015 HN144
- 2015 HW144
- 2015 HD145
- 2015 HM145
- 2015 HT145
- 2015 HY145
- 2015 HC146
- 2015 HH146
- 2015 HK146
- 2015 HN146
- 2015 HQ146
- 2015 HU146
- 2015 HY146
- 2015 HM147
- 2015 HQ147
- 2015 HZ147
- 2015 HC148
- 2015 HD148
- 2015 HG148
- 2015 HH148
- 2015 HU148
- 2015 HX148
- 2015 HY148
- 2015 HN149
- 2015 HO149
- 2015 HR149
- 2015 HY149
- 2015 HH150
- 2015 HJ150
- 2015 HD151
- 2015 HM151
- 2015 HR151
- 2015 HU151
- 2015 HB152
- 2015 HC152
- 2015 HF152
- 2015 HV152
- 2015 HZ152
- 2015 HA153
- 2015 HF153
- 2015 HH153
- 2015 HJ153
- 2015 HL153
- 2015 HO153
- 2015 HS153
- 2015 HT153
- 2015 HV153
- 2015 HW153
- 2015 HA154
- 2015 HB154
- 2015 HJ154
- 2015 HP154
- 2015 HT154
- 2015 HE155
- 2015 HH155
- 2015 HR155
- 2015 HT155
- 2015 HY155
- 2015 HD156
- 2015 HE156
- 2015 HG156
- 2015 HH156
- 2015 HL156
- 2015 HN156
- 2015 HR156
- 2015 HV156
- 2015 HW156
- 2015 HX156
- 2015 HB157
- 2015 HC157
- 2015 HG157
- 2015 HL157
- 2015 HN157
- 2015 HO157
- 2015 HP157
- 2015 HR157
- 2015 HT157
- 2015 HU157
- 2015 HY157
- 2015 HB158
- 2015 HE158
- 2015 HJ158
- 2015 HK158
- 2015 HL158
- 2015 HM158
- 2015 HP158
- 2015 HS158
- 2015 HV158
- 2015 HW158
- 2015 HD159
- 2015 HE159
- 2015 HG159
- 2015 HP159
- 2015 HQ159
- 2015 HW159
- 2015 HX159
- 2015 HC160
- 2015 HE160
- 2015 HF160
- 2015 HG160
- 2015 HK160
- 2015 HL160
- 2015 HM160
- 2015 HN160
- 2015 HQ160
- 2015 HR160
- 2015 HS160
- 2015 HT160
- 2015 HU160
- 2015 HV160
- 2015 HZ160
- 2015 HB161
- 2015 HC161
- 2015 HM161
- 2015 HN161
- 2015 HO161
- 2015 HT161
- 2015 HV161
- 2015 HW161
- 2015 HZ161
- 2015 HB162
- 2015 HC162
- 2015 HG162
- 2015 HH162
- 2015 HM162
- 2015 HP162
- 2015 HQ162
- 2015 HW162
- 2015 HY162
- 2015 HA163
- 2015 HE163
- 2015 HM163
- 2015 HQ163
- 2015 HR163
- 2015 HU163
- 2015 HF164
- 2015 HJ164
- 2015 HL164
- 2015 HV164
- 2015 HX164
- 2015 HA165
- 2015 HB165
- 2015 HE165
- 2015 HH165
- 2015 HS165
- 2015 HX165
- 2015 HY165
- 2015 HA166
- 2015 HK166
- 2015 HU166
- 2015 HY166
- 2015 HC167
- 2015 HD167
- 2015 HE167
- 2015 HL167
- 2015 HP167
- 2015 HR167
- 2015 HX167
- 2015 HZ167
- 2015 HB168
- 2015 HD168
- 2015 HF168
- 2015 HG168
- 2015 HH168
- 2015 HJ168
- 2015 HL168
- 2015 HM168
- 2015 HR168
- 2015 HV168
- 2015 HH169
- 2015 HL169
- 2015 HY169
- 2015 HZ169
- 2015 HE170
- 2015 HF170
- 2015 HG170
- 2015 HH170
- 2015 HJ170
- 2015 HL170
- 2015 HQ170
- 2015 HE171
- 2015 HK171
- 2015 HL171
- 2015 HP171
- 2015 HQ171
- 2015 HU171
- 2015 HV171
- 2015 HJ172
- 2015 HK172
- 2015 HB173
- 2015 HH173
- 2015 HK174
- 2015 HT175
- 2015 HC176
- 2015 HF176
- 2015 HO176
- 2015 HQ176
- 2015 HU176
- 2015 HW176
- 2015 HX176
- 2015 HY176
- 2015 HZ176
- 2015 HA177
- 2015 HB177
- 2015 HN177
- 2015 HC178
- 2015 HF178
- 2015 HO178
- 2015 HD179
- 2015 HF179
- 2015 HX179
- 2015 HM180
- 2015 HY180
- 2015 HA181
- 2015 HX181
- 2015 HZ181
- 2015 HB182
- 2015 HC182
- 2015 HD182
- 2015 HF182
- 2015 HG182
- 2015 HH182
- 2015 HJ182
- 2015 HK182
- 2015 HL182
- 2015 HM182
- 2015 HN182
- 2015 HO182
- 2015 HP182
- 2015 HQ182
- 2015 HR182
- 2015 HS182
- 2015 HT182
- 2015 HU182
- 2015 HV182
- 2015 HW182
- 2015 HX182
- 2015 HY182
- 2015 HZ182
- 2015 HA183
- 2015 HB183
- 2015 HC183
- 2015 HD183
- 2015 HE183
- 2015 HF183
- 2015 HK183
- 2015 HN183
- 2015 HO183
- 2015 HR183
- 2015 HW183
- 2015 HY183
- 2015 HZ183
- 2015 HE184
- 2015 HG184
- 2015 HJ184
- 2015 HK184
- 2015 HL184
- 2015 HM184
- 2015 HN184
- 2015 HO184
- 2015 HR184
- 2015 HS184
- 2015 HT184
- 2015 HW184
- 2015 HY184
- 2015 HB185
- 2015 HC185
- 2015 HD185
- 2015 HE185
- 2015 HF185
- 2015 HG185
- 2015 HQ186
- 2015 HS187
- 2015 HH188
- 2015 HJ188
- 2015 HK188
- 2015 HP188
- 2015 HR188
- 2015 HA189
- 2015 HC189
- 2015 HF189
- 2015 HM189
- 2015 HP189
- 2015 HW189
- 2015 HF190
- 2015 HB191
- 2015 HG192
- 2015 HU192
- 2015 HW192
- 2015 HE193
- 2015 HK193
- 2015 HM193
- 2015 HW193
- 2015 HA194
- 2015 HF194
- 2015 HL194
- 2015 HR194
- 2015 HF195
- 2015 HY195
- 2015 HZ196
- 2015 HA197
- 2015 HP198
- 2015 HW198
- 2015 HJ199
- 2015 HQ199
- 2015 HR199
- 2015 HS199
- 2015 HV199
- 2015 HW199
- 2015 HB200
- 2015 HE200
- 2015 HG200
- 2015 HK200
- 2015 HL200
- 2015 HR200
- 2015 HS200
- 2015 HW200
- 2015 HX200
- 2015 HY200
- 2015 HZ200
- 2015 HB201
- 2015 HD201
- 2015 HG201
- 2015 HH201
- 2015 HL201
- 2015 HM201
- 2015 HN201
- 2015 HO201
- 2015 HP201
- 2015 HQ201
- 2015 HR201
- 2015 HS201
- 2015 HT201
- 2015 HV201
- 2015 HX201
- 2015 HY201
- 2015 HZ201
- 2015 HC202
- 2015 HD202
- 2015 HG202
- 2015 HJ202
- 2015 HK202
- 2015 HM202
- 2015 HO202
- 2015 HR202
- 2015 HS202
- 2015 HV202
- 2015 HX202
- 2015 HY202
- 2015 HZ202
- 2015 HA203
- 2015 HB203
- 2015 HC203
- 2015 HE203
- 2015 HF203
- 2015 HH203
- 2015 HJ203
- 2015 HK203
- 2015 HL203
- 2015 HO203
- 2015 HQ203
- 2015 HR203
- 2015 HU203
- 2015 HV203
- 2015 HW203
- 2015 HY203
- 2015 HA204
- 2015 HB204
- 2015 HC204
- 2015 HD204
- 2015 HH204
- 2015 HJ204
- 2015 HK204
- 2015 HM204
- 2015 HN204
- 2015 HO204
- 2015 HR204
- 2015 HS204
- 2015 HT204
- 2015 HU204
- 2015 HV204
- 2015 HW204
- 2015 HX204
- 2015 HY204
- 2015 HZ204
- 2015 HA205
- 2015 HB205
- 2015 HC205
- 2015 HD205
- 2015 HF205
- 2015 HH205
- 2015 HJ205
- 2015 HK205
- 2015 HL205
- 2015 HM205
- 2015 HO205
- 2015 HP205
- 2015 HQ205
- 2015 HR205
- 2015 HS205
- 2015 HT205
- 2015 HU205
- 2015 HV205
- 2015 HW205
- 2015 HY205
- 2015 HZ205
- 2015 HC206
- 2015 HD206
- 2015 HE206
- 2015 HF206
- 2015 HH206
- 2015 HJ206
- 2015 HK206
- 2015 HM206
- 2015 HN206
- 2015 HO206
- 2015 HP206
- 2015 HQ206
- 2015 HR206
- 2015 HS206
- 2015 HT206
- 2015 HU206
- 2015 HW206
- 2015 HY206
- 2015 HZ206
- 2015 HA207
- 2015 HC207
- 2015 HD207
- 2015 HE207
- 2015 HF207
- 2015 HG207
- 2015 HJ207
- 2015 HL207
- 2015 HM207
- 2015 HO207
- 2015 HP207
- 2015 HQ207
- 2015 HR207
- 2015 HS207
- 2015 HT207
- 2015 HU207
- 2015 HV207
- 2015 HX207
- 2015 HY207
- 2015 HA208
- 2015 HD208
- 2015 HK208
- 2015 HL208
- 2015 HO208
- 2015 HR208
- 2015 HS208
- 2015 HT208
- 2015 HU208
- 2015 HV208
- 2015 HX208
- 2015 HY208
- 2015 HZ208
- 2015 HA209
- 2015 HP209
- 2015 HQ209
- 2015 HW209
- 2015 HY209
- 2015 HZ209
- 2015 HG210
- 2015 HH210
- 2015 HJ210
- 2015 HK210
- 2015 HQ210
- 2015 HY210
- 2015 HZ210
- 2015 HC211
- 2015 HD211
- 2015 HE211
- 2015 HF211
- 2015 HH211
- 2015 HJ211
- 2015 HN211
- 2015 HQ211
- 2015 HU211
- 2015 HX211
- 2015 HZ211
- 2015 HC212
- 2015 HD212
- 2015 HE212
- 2015 HH212
- 2015 HJ212
- 2015 HK212
- 2015 HM212
- 2015 HN212
- 2015 HO212
- 2015 HP212
- 2015 HQ212
- 2015 HS212
- 2015 HT212
- 2015 HV212
- 2015 HD213
- 2015 HH213
- 2015 HK213
- 2015 HL213
- 2015 HM213
- 2015 HN213
- 2015 HP213
- 2015 HW213
- 2015 HX213
- 2015 HA214
- 2015 HB214
- 2015 HD214
- 2015 HE214
- 2015 HF214
- 2015 HH214
- 2015 HJ214
- 2015 HK214
- 2015 HL214
- 2015 HM214
- 2015 HN214
- 2015 HO214
- 2015 HP214
- 2015 HS214
- 2015 HU214
- 2015 HV214
- 2015 HW214
- 2015 HX214
- 2015 HY214
- 2015 HZ214
- 2015 HA215
- 2015 HC215
- 2015 HD215
- 2015 HF215
- 2015 HJ215
- 2015 HK215
- 2015 HL215
- 2015 HO215
- 2015 HQ215
- 2015 HS215
- 2015 HU215
- 2015 HW215
- 2015 HX215
- 2015 HY215
- 2015 HZ215
- 2015 HA216
- 2015 HB216
- 2015 HC216
- 2015 HE216
- 2015 HF216
- 2015 HG216
- 2015 HH216
- 2015 HJ216
- 2015 HK216
- 2015 HL216
- 2015 HM216
- 2015 HO216
- 2015 HP216
- 2015 HQ216
- 2015 HS216
- 2015 HT216
- 2015 HX216
- 2015 HA217
- 2015 HC217
- 2015 HG217
- 2015 HJ217
- 2015 HM217
- 2015 HO217
- 2015 HR217
- 2015 HT217
- 2015 HW217
- 2015 HY217
- 2015 HZ217
- 2015 HA218
- 2015 HB218
- 2015 HC218
- 2015 HD218
- 2015 HE218
- 2015 HF218
- 2015 HG218
- 2015 HH218
- 2015 HJ218
- 2015 HK218
- 2015 HL218
- 2015 HN218
- 2015 HO218
- 2015 HP218
- 2015 HQ218
- 2015 HR218
- 2015 HT218
- 2015 HV218
- 2015 HW218
- 2015 HX218
- 2015 HY218
- 2015 HZ218
- 2015 HA219
- 2015 HB219
- 2015 HC219
- 2015 HD219
- 2015 HF219
- 2015 HG219
- 2015 HJ219
- 2015 HK219
- 2015 HL219
- 2015 HM219
- 2015 HN219
- 2015 HP219
- 2015 HS219
- 2015 HV219
- 2015 HW219
- 2015 HX219
- 2015 HZ219
- 2015 HA220
- 2015 HB220
- 2015 HC220
- 2015 HD220
- 2015 HE220
- 2015 HF220
- 2015 HG220
- 2015 HJ220
- 2015 HK220
- 2015 HL220
- 2015 HO220
- 2015 HP220
- 2015 HQ220
- 2015 HR220
- 2015 HS220
- 2015 HV220
- 2015 HW220
- 2015 HX220
- 2015 HY220
- 2015 HZ220
- 2015 HB221
- 2015 HE221
- 2015 HF221
- 2015 HG221
- 2015 HH221
- 2015 HL221
- 2015 HM221
- 2015 HN221
- 2015 HO221
- 2015 HT221
- 2015 HW221
- 2015 HY221
- 2015 HA222
- 2015 HD222
- 2015 HE222
- 2015 HF222
- 2015 HG222
- 2015 HH222
- 2015 HJ222
- 2015 HK222
- 2015 HL222
- 2015 HM222
- 2015 HO222
- 2015 HP222
- 2015 HQ222
- 2015 HR222
- 2015 HS222
- 2015 HT222
- 2015 HU222
- 2015 HV222
- 2015 HX222
- 2015 HY222
- 2015 HA223
- 2015 HD223
- 2015 HE223
- 2015 HF223
- 2015 HG223
- 2015 HH223
- 2015 HK223
- 2015 HL223
- 2015 HQ223
- 2015 HR223
- 2015 HS223
- 2015 HT223
- 2015 HU223
- 2015 HV223
- 2015 HW223
- 2015 HX223
- 2015 HY223
- 2015 HZ223
- 2015 HA224
- 2015 HB224
- 2015 HE224
- 2015 HF224
- 2015 HH224
- 2015 HJ224
- 2015 HM224
- 2015 HN224
- 2015 HO224
- 2015 HP224
- 2015 HQ224
- 2015 HR224
- 2015 HS224
- 2015 HT224
- 2015 HV224
- 2015 HW224
- 2015 HZ224
- 2015 HA225
- 2015 HB225
- 2015 HC225
- 2015 HE225
- 2015 HG225
- 2015 HJ225
- 2015 HN225
- 2015 HO225
- 2015 HP225
- 2015 HQ225
- 2015 HR225
- 2015 HS225
- 2015 HU225
- 2015 HV225
- 2015 HX225
- 2015 HY225
- 2015 HZ225
- 2015 HA226
- 2015 HD226
- 2015 HF226
- 2015 HH226
- 2015 HJ226
- 2015 HK226
- 2015 HL226
- 2015 HM226
- 2015 HN226
- 2015 HO226
- 2015 HP226
- 2015 HQ226
- 2015 HR226
- 2015 HS226
- 2015 HT226
- 2015 HU226
- 2015 HW226
- 2015 HY226
- 2015 HZ226
- 2015 HB227
- 2015 HD227
- 2015 HF227
- 2015 HG227
- 2015 HH227
- 2015 HJ227
- 2015 HK227
- 2015 HL227
- 2015 HM227
- 2015 HO227
- 2015 HQ227
- 2015 HR227
- 2015 HS227
- 2015 HT227
- 2015 HU227
- 2015 HW227
- 2015 HX227
- 2015 HY227
- 2015 HZ227
- 2015 HA228
- 2015 HB228
- 2015 HC228
- 2015 HF228
- 2015 HH228
- 2015 HJ228
- 2015 HM228
- 2015 HO228
- 2015 HP228
- 2015 HQ228
- 2015 HR228
- 2015 HS228
- 2015 HT228
- 2015 HV228
- 2015 HW228
- 2015 HY228
- 2015 HZ228
- 2015 HA229
- 2015 HB229
- 2015 HC229
- 2015 HD229
- 2015 HE229
- 2015 HF229
- 2015 HG229
- 2015 HH229
- 2015 HJ229
- 2015 HK229
- 2015 HL229
- 2015 HM229
- 2015 HO229
- 2015 HP229
- 2015 HQ229
- 2015 HR229
- 2015 HS229
- 2015 HT229
- 2015 HU229
- 2015 HV229
- 2015 HW229
- 2015 HY229
- 2015 HZ229
- 2015 HB230
- 2015 HC230
- 2015 HD230
- 2015 HF230
- 2015 HH230
- 2015 HJ230
- 2015 HK230
- 2015 HL230
- 2015 HM230
- 2015 HN230
- 2015 HO230
- 2015 HP230
- 2015 HQ230
- 2015 HR230
- 2015 HT230
- 2015 HU230
- 2015 HV230
- 2015 HW230
- 2015 HX230
- 2015 HY230
- 2015 HZ230
- 2015 HA231
- 2015 HB231
- 2015 HC231
- 2015 HD231
- 2015 HE231
- 2015 HF231
- 2015 HG231
- 2015 HH231
- 2015 HJ231
- 2015 HK231
- 2015 HL231
- 2015 HM231
- 2015 HN231
- 2015 HO231
- 2015 HP231
- 2015 HQ231
- 2015 HR231
- 2015 HS231
- 2015 HT231
- 2015 HU231
- 2015 HV231
- 2015 HW231
- 2015 HY231
- 2015 HZ231
- 2015 HA232
- 2015 HB232
- 2015 HC232
- 2015 HD232
- 2015 HE232
- 2015 HF232
- 2015 HG232
- 2015 HH232
- 2015 HJ232
- 2015 HK232
- 2015 HM232
- 2015 HN232
- 2015 HO232
- 2015 HR232
- 2015 HS232
- 2015 HT232
- 2015 HU232
- 2015 HV232
- 2015 HW232
- 2015 HX232
- 2015 HA233
- 2015 HB233
- 2015 HC233
- 2015 HF233
- 2015 HH233
- 2015 HJ233
- 2015 HK233
- 2015 HM233
- 2015 HO233
- 2015 HP233
- 2015 HU233
- 2015 HW233
- 2015 HX233
- 2015 HY233
- 2015 HB234
- 2015 HC234
- 2015 HD234
- 2015 HE234
- 2015 HF234
- 2015 HG234
- 2015 HH234
- 2015 HJ234
- 2015 HK234
- 2015 HL234
- 2015 HM234
- 2015 HN234
- 2015 HO234
- 2015 HP234
- 2015 HQ234
- 2015 HR234
- 2015 HS234
- 2015 HT234
- 2015 HU234
- 2015 HV234
- 2015 HX234
- 2015 HY234
- 2015 HZ234
- 2015 HA235
- 2015 HC235
- 2015 HD235
- 2015 HE235
- 2015 HF235
- 2015 HG235
- 2015 HH235
- 2015 HJ235
- 2015 HK235
- 2015 HM235
- 2015 HN235
- 2015 HO235
- 2015 HQ235
- 2015 HR235
- 2015 HS235
- 2015 HT235
- 2015 HU235
- 2015 HV235
- 2015 HX235
- 2015 HY235
- 2015 HZ235
- 2015 HA236
- 2015 HB236
- 2015 HC236
- 2015 HD236
- 2015 HE236
- 2015 HF236
- 2015 HG236
- 2015 HJ236
- 2015 HK236
- 2015 HL236
- 2015 HM236
- 2015 HN236
- 2015 HO236
- 2015 HP236
- 2015 HQ236
- 2015 HR236
- 2015 HS236
- 2015 HT236
- 2015 HU236
- 2015 HV236
- 2015 HW236
- 2015 HX236
- 2015 HY236
- 2015 HZ236
- 2015 HA237
- 2015 HB237
- 2015 HC237
- 2015 HD237
- 2015 HE237
- 2015 HF237
- 2015 HG237
- 2015 HH237
- 2015 HJ237
- 2015 HK237
- 2015 HM237
- 2015 HN237
- 2015 HO237
- 2015 HP237
- 2015 HQ237
- 2015 HR237
- 2015 HS237
- 2015 HT237
- 2015 HU237
- 2015 HV237
- 2015 HW237
- 2015 HX237
- 2015 HZ237
- 2015 HA238
- 2015 HB238
- 2015 HC238
- 2015 HD238
- 2015 HE238
- 2015 HF238
- 2015 HJ238
- 2015 HK238
- 2015 HL238
- 2015 HM238
- 2015 HN238
- 2015 HO238
- 2015 HP238
- 2015 HQ238
- 2015 HR238
- 2015 HS238
- 2015 HT238
- 2015 HU238
- 2015 HV238
- 2015 HW238
- 2015 HX238
- 2015 HY238
- 2015 HZ238
- 2015 HA239
- 2015 HB239
- 2015 HC239
- 2015 HD239
- 2015 HE239
- 2015 HF239
- 2015 HG239
- 2015 HH239
- 2015 HJ239
- 2015 HK239
- 2015 HL239
- 2015 HM239
- 2015 HN239
- 2015 HO239
- 2015 HP239
- 2015 HQ239
- 2015 HR239
- 2015 HS239
- 2015 HT239
- 2015 HU239
- 2015 HV239
- 2015 HX239
- 2015 HY239
- 2015 HZ239
- 2015 HA240
- 2015 HC240
- 2015 HD240
- 2015 HE240
- 2015 HF240
- 2015 HG240
- 2015 HH240
- 2015 HJ240
- 2015 HK240
- 2015 HL240
- 2015 HM240
- 2015 HN240
- 2015 HO240
- 2015 HP240
- 2015 HQ240
- 2015 HR240
- 2015 HS240
- 2015 HT240
- 2015 HU240
- 2015 HV240
- 2015 HW240
- 2015 HX240
- 2015 HY240
- 2015 HZ240
- 2015 HA241
- 2015 HB241
- 2015 HC241
- 2015 HD241
- 2015 HE241
- 2015 HF241
- 2015 HG241
- 2015 HH241
- 2015 HJ241
- 2015 HK241
- 2015 HM241
- 2015 HN241
- 2015 HO241
- 2015 HQ241
- 2015 HR241
- 2015 HS241
- 2015 HT241
- 2015 HU241
- 2015 HV241
- 2015 HW241
- 2015 HX241
- 2015 HA242
- 2015 HB242
- 2015 HC242
- 2015 HE242
- 2015 HH242
- 2015 HJ242
- 2015 HK242
- 2015 HL242
- 2015 HM242
- 2015 HN242
- 2015 HO242
- 2015 HP242
- 2015 HQ242
- 2015 HR242
- 2015 HS242
- 2015 HT242
- 2015 HU242
- 2015 HV242
- 2015 HW242
- 2015 HX242
- 2015 HY242
- 2015 HZ242
- 2015 HA243
- 2015 HB243
- 2015 HC243
- 2015 HD243
- 2015 HE243
- 2015 HF243
- 2015 HG243
- 2015 HH243
- 2015 HJ243
- 2015 HK243
- 2015 HL243
- 2015 HM243
- 2015 HN243
- 2015 HO243
- 2015 HP243
- 2015 HQ243
- 2015 HR243
- 2015 HS243
- 2015 HT243
- 2015 HU243
- 2015 HV243
- 2015 HW243
- 2015 HX243
- 2015 HY243
- 2015 HZ243
- 2015 HA244
- 2015 HB244
- 2015 HC244
- 2015 HD244
- 2015 HE244
- 2015 HF244
- 2015 HG244
- 2015 HH244
- 2015 HJ244
- 2015 HK244
- 2015 HL244
- 2015 HM244
- 2015 HN244
- 2015 HO244
- 2015 HP244
- 2015 HQ244
- 2015 HR244
- 2015 HS244
- 2015 HT244
- 2015 HU244
- 2015 HV244
- 2015 HW244
- 2015 HX244
- 2015 HY244
- 2015 HZ244
- 2015 HA245
- 2015 HC245
- 2015 HD245
- 2015 HE245
- 2015 HF245
- 2015 HG245
- 2015 HH245
- 2015 HJ245
- 2015 HK245
- 2015 HL245
- 2015 HM245
- 2015 HN245
- 2015 HO245
- 2015 HP245
- 2015 HQ245
- 2015 HR245
- 2015 HS245
- 2015 HT245
- 2015 HU245
- 2015 HV245
- 2015 HW245
- 2015 HX245
- 2015 HY245
- 2015 HZ245
- 2015 HA246
- 2015 HB246
- 2015 HC246
- 2015 HD246
- 2015 HE246
- 2015 HF246
- 2015 HG246
- 2015 HH246
- 2015 HJ246
- 2015 HK246
- 2015 HL246
- 2015 HM246
- 2015 HN246
- 2015 HO246
- 2015 HP246
- 2015 HR246
- 2015 HS246
- 2015 HT246
- 2015 HU246
- 2015 HV246
- 2015 HW246
- 2015 HX246
- 2015 HY246
- 2015 HZ246
- 2015 HA247
- 2015 HC247
- 2015 HD247
- 2015 HE247
- 2015 HF247
- 2015 HG247
- 2015 HH247
- 2015 HJ247
- 2015 HK247
- 2015 HL247
- 2015 HM247
- 2015 HN247
- 2015 HO247
- 2015 HP247
- 2015 HQ247
- 2015 HR247
- 2015 HT247
- 2015 HV247
- 2015 HW247
- 2015 HX247
- 2015 HY247
- 2015 HZ247
- 2015 HA248
- 2015 HB248
- 2015 HC248
- 2015 HD248
- 2015 HE248
- 2015 HF248
- 2015 HG248
- 2015 HH248
- 2015 HJ248
- 2015 HK248
- 2015 HL248
- 2015 HM248
- 2015 HN248
- 2015 HO248
- 2015 HP248
- 2015 HQ248
- 2015 HR248
- 2015 HS248
- 2015 HT248
- 2015 HU248
- 2015 HV248
- 2015 HX248
- 2015 HY248
- 2015 HZ248
- 2015 HA249
- 2015 HB249
- 2015 HC249
- 2015 HD249
- 2015 HF249
- 2015 HH249
- 2015 HJ249
- 2015 HK249
- 2015 HL249
- 2015 HM249
- 2015 HN249
- 2015 HO249
- 2015 HP249
- 2015 HQ249
- 2015 HS249
- 2015 HT249
- 2015 HU249
- 2015 HV249
- 2015 HW249
- 2015 HX249
- 2015 HY249
- 2015 HZ249
- 2015 HA250
- 2015 HB250
- 2015 HC250
- 2015 HD250
- 2015 HE250
- 2015 HF250
- 2015 HG250
- 2015 HH250
- 2015 HJ250
- 2015 HK250
- 2015 HL250
- 2015 HM250
- 2015 HN250
- 2015 HO250
- 2015 HP250
- 2015 HQ250
- 2015 HR250
- 2015 HS250
- 2015 HT250
- 2015 HU250
- 2015 HV250
- 2015 HW250
- 2015 HX250
- 2015 HY250
- 2015 HZ250
- 2015 HA251
- 2015 HB251
- 2015 HC251
- 2015 HD251
- 2015 HE251
- 2015 HF251
- 2015 HG251
- 2015 HH251
- 2015 HJ251
- 2015 HK251
- 2015 HL251
- 2015 HM251
- 2015 HN251
- 2015 HO251
- 2015 HP251
- 2015 HQ251
- 2015 HR251
- 2015 HS251
- 2015 HU251
- 2015 HV251
- 2015 HW251
- 2015 HX251
- 2015 HY251
- 2015 HZ251
- 2015 HA252
- 2015 HB252
- 2015 HC252
- 2015 HD252
- 2015 HE252
- 2015 HF252
- 2015 HG252
- 2015 HH252
- 2015 HJ252
- 2015 HK252
- 2015 HL252
- 2015 HM252
- 2015 HN252
- 2015 HO252
- 2015 HP252
- 2015 HR252
- 2015 HS252
- 2015 HT252
- 2015 HU252
- 2015 HW252
- 2015 HX252
- 2015 HY252
- 2015 HZ252
- 2015 HA253
- 2015 HB253
- 2015 HC253
- 2015 HD253
- 2015 HE253
- 2015 HF253
- 2015 HG253
- 2015 HH253
- 2015 HJ253
- 2015 HK253
- 2015 HL253
- 2015 HM253
- 2015 HN253
- 2015 HO253
- 2015 HP253
- 2015 HQ253
- 2015 HR253
- 2015 HS253
- 2015 HT253
- 2015 HU253
- 2015 HV253
- 2015 HW253
- 2015 HX253
- 2015 HY253
- 2015 HZ253
- 2015 HA254
- 2015 HB254
- 2015 HC254
- 2015 HD254
- 2015 HE254
- 2015 HF254
- 2015 HG254
- 2015 HH254
- 2015 HJ254
- 2015 HK254
- 2015 HL254
- 2015 HM254
- 2015 HN254
- 2015 HO254
- 2015 HP254
- 2015 HQ254
- 2015 HR254
- 2015 HS254
- 2015 HT254
- 2015 HU254
- 2015 HV254
- 2015 HW254
- 2015 HX254
- 2015 HZ254
- 2015 HA255
- 2015 HB255
- 2015 HC255
- 2015 HD255
- 2015 HE255
- 2015 HF255
- 2015 HG255
- 2015 HH255
- 2015 HJ255
- 2015 HK255
- 2015 HL255
- 2015 HN255
- 2015 HO255
- 2015 HQ255
- 2015 HS255
- 2015 HT255
- 2015 HU255
- 2015 HV255
- 2015 HW255
- 2015 HX255
- 2015 HY255
- 2015 HZ255
- 2015 HA256
- 2015 HB256
- 2015 HC256
- 2015 HD256
- 2015 HE256
- 2015 HF256
- 2015 HG256
- 2015 HH256
- 2015 HJ256
- 2015 HK256
- 2015 HL256
- 2015 HM256
- 2015 HN256
- 2015 HO256
- 2015 HP256
- 2015 HQ256
- 2015 HS256
- 2015 HT256
- 2015 HU256
- 2015 HV256
- 2015 HW256
- 2015 HX256
- 2015 HY256
- 2015 HZ256
- 2015 HA257
- 2015 HB257
- 2015 HC257
- 2015 HD257
- 2015 HF257
- 2015 HG257
- 2015 HH257
- 2015 HJ257
- 2015 HK257
- 2015 HL257
- 2015 HM257
- 2015 HN257
- 2015 HO257
- 2015 HP257
- 2015 HQ257
- 2015 HR257
- 2015 HS257
- 2015 HT257
- 2015 HU257
- 2015 HV257
- 2015 HX257
- 2015 HZ257
- 2015 HA258
- 2015 HB258
- 2015 HC258
- 2015 HD258
- 2015 HE258
- 2015 HF258
- 2015 HG258
- 2015 HH258
- 2015 HJ258
- 2015 HK258
- 2015 HL258
- 2015 HM258
- 2015 HN258
- 2015 HO258
- 2015 HP258
- 2015 HQ258
- 2015 HR258
- 2015 HU258
- 2015 HV258
- 2015 HW258
- 2015 HX258
- 2015 HY258
- 2015 HZ258
- 2015 HA259
- 2015 HB259
- 2015 HC259
- 2015 HD259
- 2015 HE259
- 2015 HF259
- 2015 HG259
- 2015 HH259
- 2015 HJ259
- 2015 HK259
- 2015 HL259
- 2015 HM259
- 2015 HN259
- 2015 HO259
- 2015 HP259
- 2015 HQ259
- 2015 HR259
- 2015 HS259
- 2015 HU259
- 2015 HV259
- 2015 HW259
- 2015 HX259
- 2015 HY259
- 2015 HZ259
- 2015 HA260
- 2015 HB260
- 2015 HC260
- 2015 HD260
- 2015 HE260
- 2015 HF260
- 2015 HG260
- 2015 HH260
- 2015 HJ260
- 2015 HK260
- 2015 HL260
- 2015 HM260
- 2015 HN260
- 2015 HO260
- 2015 HP260
- 2015 HQ260
- 2015 HR260
- 2015 HS260
- 2015 HT260
- 2015 HU260
- 2015 HW260
- 2015 HX260
- 2015 HY260
- 2015 HZ260
- 2015 HA261
- 2015 HB261
- 2015 HC261
- 2015 HD261
- 2015 HE261
- 2015 HG261
- 2015 HH261
- 2015 HJ261
- 2015 HK261
- 2015 HL261
- 2015 HM261
- 2015 HN261
- 2015 HO261
- 2015 HP261
- 2015 HQ261
- 2015 HR261
- 2015 HS261
- 2015 HT261
- 2015 HU261
- 2015 HV261
- 2015 HW261
- 2015 HX261
- 2015 HY261
- 2015 HZ261
- 2015 HA262
- 2015 HC262
- 2015 HD262
- 2015 HE262
- 2015 HG262
- 2015 HH262
- 2015 HK262
- 2015 HL262
- 2015 HM262
- 2015 HN262
- 2015 HO262
- 2015 HP262
- 2015 HQ262
- 2015 HR262
- 2015 HS262
- 2015 HT262
- 2015 HU262
- 2015 HV262
- 2015 HW262
- 2015 HX262
- 2015 HY262
- 2015 HZ262
- 2015 HA263
- 2015 HB263
- 2015 HC263
- 2015 HE263
- 2015 HF263
- 2015 HG263
- 2015 HJ263
- 2015 HK263
- 2015 HL263
- 2015 HM263
- 2015 HN263
- 2015 HO263
- 2015 HP263
- 2015 HQ263
- 2015 HR263
- 2015 HS263
- 2015 HT263
- 2015 HU263
- 2015 HV263
- 2015 HW263
- 2015 HX263
- 2015 HY263
- 2015 HZ263
- 2015 HA264
- 2015 HB264
- 2015 HC264
- 2015 HD264
- 2015 HE264
- 2015 HF264
- 2015 HG264
- 2015 HH264
- 2015 HJ264
- 2015 HK264
- 2015 HL264
- 2015 HM264
- 2015 HN264
- 2015 HO264
- 2015 HP264
- 2015 HQ264
- 2015 HR264
- 2015 HS264
- 2015 HT264
- 2015 HU264
- 2015 HV264
- 2015 HW264
- 2015 HX264
- 2015 HY264
- 2015 HZ264
- 2015 HA265
- 2015 HB265
- 2015 HC265
- 2015 HD265
- 2015 HE265
- 2015 HF265
- 2015 HG265
- 2015 HJ265
- 2015 HK265
- 2015 HL265
- 2015 HM265
- 2015 HN265
- 2015 HO265
- 2015 HP265
- 2015 HQ265
- 2015 HR265
- 2015 HS265
- 2015 HT265
- 2015 HU265
- 2015 HV265
- 2015 HW265
- 2015 HZ265
- 2015 HA266
- 2015 HB266
- 2015 HD266
- 2015 HE266
- 2015 HF266
- 2015 HG266
- 2015 HH266
- 2015 HJ266
- 2015 HK266
- 2015 HL266
- 2015 HM266
- 2015 HN266
- 2015 HO266
- 2015 HP266
- 2015 HQ266
- 2015 HR266
- 2015 HS266
- 2015 HT266
- 2015 HU266
- 2015 HV266
- 2015 HW266
- 2015 HX266
- 2015 HY266
- 2015 HZ266
- 2015 HA267
- 2015 HC267
- 2015 HD267
- 2015 HE267
- 2015 HF267
- 2015 HG267
- 2015 HH267
- 2015 HJ267
- 2015 HK267
- 2015 HM267
- 2015 HN267
- 2015 HO267
- 2015 HP267
- 2015 HQ267
- 2015 HR267
- 2015 HS267
- 2015 HT267
- 2015 HU267
- 2015 HV267
- 2015 HW267
- 2015 HX267
- 2015 HY267
- 2015 HZ267
- 2015 HA268
- 2015 HB268
- 2015 HC268
- 2015 HD268
- 2015 HE268
- 2015 HF268
- 2015 HG268
- 2015 HH268
- 2015 HJ268
- 2015 HK268
- 2015 HL268
- 2015 HM268
- 2015 HN268
- 2015 HO268
- 2015 HP268
- 2015 HQ268
- 2015 HR268
- 2015 HS268
- 2015 HU268
- 2015 HV268
- 2015 HW268
- 2015 HX268
- 2015 HY268
- 2015 HZ268
- 2015 HA269
- 2015 HB269
- 2015 HC269
- 2015 HD269
- 2015 HE269
- 2015 HF269
- 2015 HG269
- 2015 HH269
- 2015 HJ269
- 2015 HK269
- 2015 HL269
- 2015 HM269
- 2015 HN269
- 2015 HO269
- 2015 HP269
- 2015 HQ269
- 2015 HR269
- 2015 HS269
- 2015 HT269
- 2015 HU269
- 2015 HV269
- 2015 HW269
- 2015 HX269
- 2015 HY269
- 2015 HZ269
- 2015 HA270
- 2015 HB270
- 2015 HC270
- 2015 HD270
- 2015 HE270
- 2015 HF270
- 2015 HG270
- 2015 HH270
- 2015 HJ270
- 2015 HK270
- 2015 HL270
- 2015 HM270
- 2015 HN270
- 2015 HO270
- 2015 HP270
- 2015 HQ270
- 2015 HR270
- 2015 HS270
- 2015 HT270
- 2015 HU270
- 2015 HV270
- 2015 HW270
- 2015 HX270
- 2015 HY270
- 2015 HZ270
- 2015 HA271
- 2015 HB271
- 2015 HC271
- 2015 HD271
- 2015 HE271
- 2015 HF271
- 2015 HG271
- 2015 HH271
- 2015 HJ271
- 2015 HK271
- 2015 HL271
- 2015 HM271
- 2015 HN271
- 2015 HO271
- 2015 HP271
- 2015 HQ271
- 2015 HR271
- 2015 HS271
- 2015 HT271
- 2015 HU271
- 2015 HV271
- 2015 HW271
- 2015 HX271
- 2015 HY271
- 2015 HZ271
- 2015 HA272
- 2015 HB272
- 2015 HC272
- 2015 HD272
- 2015 HE272
- 2015 HF272
- 2015 HG272
- 2015 HH272
- 2015 HJ272
- 2015 HK272
- 2015 HL272
- 2015 HM272
- 2015 HN272
- 2015 HO272
- 2015 HP272
- 2015 HQ272
- 2015 HR272
- 2015 HS272
- 2015 HT272
- 2015 HU272
- 2015 HV272
- 2015 HW272
- 2015 HX272
- 2015 HY272
- 2015 HZ272
- 2015 HA273
- 2015 HB273
- 2015 HC273
- 2015 HD273
- 2015 HE273
- 2015 HF273
- 2015 HG273
- 2015 HH273
- 2015 HJ273
- 2015 HK273
- 2015 HL273
- 2015 HN273
- 2015 HO273
- 2015 HP273
- 2015 HQ273
- 2015 HR273
- 2015 HS273
- 2015 HT273
- 2015 HU273
- 2015 HV273
- 2015 HW273
- 2015 HX273
- 2015 HY273
- 2015 HZ273
- 2015 HA274
- 2015 HB274
- 2015 HC274
- 2015 HD274
- 2015 HE274
- 2015 HF274
- 2015 HG274
- 2015 HH274
- 2015 HJ274
- 2015 HK274
- 2015 HL274
- 2015 HM274
- 2015 HN274
- 2015 HO274
- 2015 HP274
- 2015 HQ274
- 2015 HR274
- 2015 HS274
- 2015 HT274
- 2015 HU274
- 2015 HV274
- 2015 HW274
- 2015 HX274
- 2015 HY274
- 2015 HZ274
- 2015 HA275
- 2015 HB275
- 2015 HC275
- 2015 HD275
- 2015 HE275
- 2015 HF275
- 2015 HG275
- 2015 HH275
- 2015 HJ275
- 2015 HK275
- 2015 HL275
- 2015 HM275
- 2015 HN275
- 2015 HO275
- 2015 HP275
- 2015 HQ275
- 2015 HR275
- 2015 HS275
- 2015 HT275
- 2015 HU275
- 2015 HV275
- 2015 HW275
- 2015 HX275
- 2015 HY275
- 2015 HZ275
- 2015 HA276
- 2015 HB276
- 2015 HC276
- 2015 HD276
- 2015 HE276
- 2015 HF276
- 2015 HG276
- 2015 HH276
- 2015 HJ276
- 2015 HK276
- 2015 HL276
- 2015 HM276
- 2015 HN276
- 2015 HO276
- 2015 HP276
- 2015 HQ276
- 2015 HR276
- 2015 HS276
- 2015 HT276
- 2015 HU276
- 2015 HV276
- 2015 HW276
- 2015 HX276
- 2015 HY276
- 2015 HZ276
- 2015 HA277
- 2015 HB277
- 2015 HC277
- 2015 HD277
- 2015 HE277
- 2015 HF277
- 2015 HG277
- 2015 HH277
- 2015 HJ277
- 2015 HK277
- 2015 HL277
- 2015 HM277
- 2015 HN277
- 2015 HO277
- 2015 HP277
- 2015 HQ277
- 2015 HR277
- 2015 HS277
- 2015 HT277
- 2015 HU277
- 2015 HV277
- 2015 HW277
- 2015 HX277
- 2015 HY277
- 2015 HZ277
- 2015 HA278
- 2015 HB278
- 2015 HC278
- 2015 HD278
- 2015 HE278
- 2015 HF278
- 2015 HG278
- 2015 HH278
- 2015 HJ278
- 2015 HK278
- 2015 HL278
- 2015 HM278
- 2015 HN278
- 2015 HO278
- 2015 HP278
- 2015 HQ278
- 2015 HR278
- 2015 HS278
- 2015 HT278
- 2015 HU278
- 2015 HV278
- 2015 HW278
- 2015 HX278
- 2015 HY278
- 2015 HZ278
- 2015 HA279
- 2015 HB279
- 2015 HC279
- 2015 HD279
- 2015 HE279
- 2015 HF279
- 2015 HG279
- 2015 HH279
- 2015 HJ279
- 2015 HK279
- 2015 HL279
- 2015 HM279
- 2015 HN279
- 2015 HO279
- 2015 HP279
- 2015 HQ279
- 2015 HR279
- 2015 HS279
- 2015 HT279
- 2015 HU279
- 2015 HV279
- 2015 HW279
- 2015 HX279
- 2015 HY279
- 2015 HZ279
- 2015 HA280
- 2015 HB280
- 2015 HC280
- 2015 HD280
- 2015 HE280
- 2015 HF280
- 2015 HG280
- 2015 HH280
- 2015 HJ280
- 2015 HK280
- 2015 HL280
- 2015 HM280
- 2015 HN280
- 2015 HO280
- 2015 HP280
- 2015 HQ280
- 2015 HR280
- 2015 HS280
- 2015 HT280
- 2015 HU280
- 2015 HV280
- 2015 HW280
- 2015 HX280
- 2015 HY280
- 2015 HZ280
- 2015 HA281
- 2015 HB281
- 2015 HC281
- 2015 HD281
- 2015 HE281
- 2015 HF281
- 2015 HG281
- 2015 HH281
- 2015 HJ281
- 2015 HK281
- 2015 HL281
- 2015 HM281
- 2015 HN281
- 2015 HO281
- 2015 HP281
- 2015 HQ281
- 2015 HR281
- 2015 HS281
- 2015 HU281
- 2015 HV281
- 2015 HW281
- 2015 HX281
- 2015 HY281
- 2015 HZ281
- 2015 HA282
- 2015 HB282
- 2015 HC282
- 2015 HD282
- 2015 HE282
- 2015 HF282
- 2015 HG282
- 2015 HH282
- 2015 HJ282
- 2015 HK282
- 2015 HL282
- 2015 HM282
- 2015 HN282
- 2015 HO282
- 2015 HP282
- 2015 HQ282
- 2015 HR282
- 2015 HS282
- 2015 HT282
- 2015 HU282
- 2015 HV282
- 2015 HW282
- 2015 HX282
- 2015 HZ282
- 2015 HA283
- 2015 HB283
- 2015 HC283
- 2015 HD283
- 2015 HE283
- 2015 HG283
- 2015 HH283
- 2015 HJ283
- 2015 HK283
- 2015 HM283
- 2015 HN283
- 2015 HO283
- 2015 HP283
- 2015 HQ283
- 2015 HR283
- 2015 HS283
- 2015 HT283
- 2015 HV283
- 2015 HX283
- 2015 HY283
- 2015 HA284
- 2015 HB284
- 2015 HC284
- 2015 HF284
- 2015 HG284
- 2015 HH284
- 2015 HJ284
- 2015 HK284
- 2015 HL284
- 2015 HM284
- 2015 HO284
- 2015 HP284
- 2015 HQ284
- 2015 HS284
- 2015 HT284
- 2015 HU284
- 2015 HV284
- 2015 HW284
- 2015 HX284
- 2015 HZ284
- 2015 HA285
- 2015 HB285
- 2015 HC285
- 2015 HE285
- 2015 HF285
- 2015 HG285
- 2015 HH285
- 2015 HJ285
- 2015 HK285
- 2015 HL285
- 2015 HM285
- 2015 HN285
- 2015 HO285
- 2015 HP285
- 2015 HQ285
- 2015 HR285
- 2015 HS285
- 2015 HT285
- 2015 HU285
- 2015 HV285
- 2015 HW285
- 2015 HX285
- 2015 HY285
- 2015 HZ285
- 2015 HA286
- 2015 HB286
- 2015 HC286
- 2015 HD286
- 2015 HE286
- 2015 HF286
- 2015 HG286
- 2015 HH286
- 2015 HJ286
- 2015 HK286
- 2015 HM286
- 2015 HN286
- 2015 HO286
- 2015 HP286
- 2015 HQ286
- 2015 HR286
- 2015 HS286
- 2015 HT286
- 2015 HU286
- 2015 HV286
- 2015 HW286
- 2015 HX286
- 2015 HY286
- 2015 HZ286
- 2015 HA287
- 2015 HB287
- 2015 HC287
- 2015 HD287
- 2015 HE287
- 2015 HF287
- 2015 HJ287
- 2015 HK287
- 2015 HM287
- 2015 HN287
- 2015 HO287
- 2015 HP287
- 2015 HQ287
- 2015 HS287
- 2015 HV287
- 2015 HW287
- 2015 HZ287
- 2015 HA288
- 2015 HB288
- 2015 HC288
- 2015 HD288
- 2015 HE288
- 2015 HH288
- 2015 HJ288
- 2015 HK288
- 2015 HL288
- 2015 HM288
- 2015 HN288
- 2015 HO288
- 2015 HQ288
- 2015 HR288
- 2015 HS288
- 2015 HT288
- 2015 HU288
- 2015 HV288
- 2015 HW288
- 2015 HY288
- 2015 HA289
- 2015 HB289
- 2015 HC289
- 2015 HD289
- 2015 HF289
- 2015 HG289
- 2015 HH289
- 2015 HJ289
- 2015 HK289
- 2015 HL289
- 2015 HM289
- 2015 HN289
- 2015 HO289
- 2015 HP289
- 2015 HQ289
- 2015 HS289
- 2015 HT289
- 2015 HU289
- 2015 HW289
- 2015 HX289
- 2015 HY289
- 2015 HZ289
- 2015 HA290
- 2015 HB290
- 2015 HC290
- 2015 HD290
- 2015 HE290
- 2015 HF290
- 2015 HG290
- 2015 HH290
- 2015 HJ290
- 2015 HK290
- 2015 HL290
- 2015 HM290
- 2015 HO290
- 2015 HP290
- 2015 HQ290
- 2015 HR290
- 2015 HS290
- 2015 HU290
- 2015 HV290
- 2015 HY290
- 2015 HZ290
- 2015 HC291
- 2015 HD291
- 2015 HE291
- 2015 HF291
- 2015 HG291
- 2015 HH291
- 2015 HJ291
- 2015 HK291
- 2015 HL291
- 2015 HM291
- 2015 HN291
- 2015 HO291
- 2015 HP291
- 2015 HQ291
- 2015 HR291
- 2015 HS291
- 2015 HT291
- 2015 HU291
- 2015 HV291
- 2015 HW291
- 2015 HX291
- 2015 HY291
- 2015 HZ291
- 2015 HA292
- 2015 HC292
- 2015 HD292
- 2015 HE292
- 2015 HF292
- 2015 HG292
- 2015 HH292
- 2015 HJ292
- 2015 HK292
- 2015 HL292
- 2015 HM292
- 2015 HN292
- 2015 HQ292
- 2015 HR292
- 2015 HS292
- 2015 HT292
- 2015 HU292
- 2015 HV292
- 2015 HW292
- 2015 HX292
- 2015 HZ292
- 2015 HA293
- 2015 HC293
- 2015 HD293
- 2015 HE293
- 2015 HF293
- 2015 HG293
- 2015 HH293
- 2015 HJ293
- 2015 HK293
- 2015 HL293
- 2015 HM293
- 2015 HN293
- 2015 HO293
- 2015 HP293
- 2015 HQ293
- 2015 HR293
- 2015 HU293
- 2015 HV293
- 2015 HW293
- 2015 HX293
- 2015 HY293
- 2015 HZ293
- 2015 HA294
- 2015 HB294
- 2015 HC294
- 2015 HE294
- 2015 HF294
- 2015 HG294
- 2015 HH294
- 2015 HJ294
- 2015 HK294
- 2015 HL294
- 2015 HM294
- 2015 HN294
- 2015 HO294
- 2015 HP294
- 2015 HQ294
- 2015 HR294
- 2015 HS294
- 2015 HT294
- 2015 HU294
- 2015 HV294
- 2015 HW294
- 2015 HX294
- 2015 HY294
- 2015 HZ294
- 2015 HA295
- 2015 HB295
- 2015 HC295
- 2015 HD295
- 2015 HE295
- 2015 HF295
- 2015 HG295
- 2015 HH295
- 2015 HJ295
- 2015 HK295
- 2015 HL295
- 2015 HM295
- 2015 HO295
- 2015 HP295
- 2015 HQ295
- 2015 HR295
- 2015 HT295
- 2015 HU295
- 2015 HV295
- 2015 HW295
- 2015 HX295
- 2015 HY295
- 2015 HZ295
- 2015 HA296
- 2015 HB296
- 2015 HC296
- 2015 HD296
- 2015 HE296
- 2015 HF296
- 2015 HG296
- 2015 HH296
- 2015 HJ296
- 2015 HK296
- 2015 HL296
- 2015 HM296
- 2015 HN296
- 2015 HO296
- 2015 HP296
- 2015 HQ296
- 2015 HR296
- 2015 HS296
- 2015 HT296
- 2015 HU296
- 2015 HV296
- 2015 HW296
- 2015 HX296
- 2015 HY296
- 2015 HZ296
- 2015 HA297
- 2015 HB297
- 2015 HC297
- 2015 HD297
- 2015 HE297
- 2015 HF297
- 2015 HG297
- 2015 HH297
- 2015 HJ297
- 2015 HK297
- 2015 HL297
- 2015 HM297
- 2015 HN297
- 2015 HO297
- 2015 HP297
- 2015 HQ297
- 2015 HR297
- 2015 HT297
- 2015 HU297
- 2015 HV297
- 2015 HW297
- 2015 HX297
- 2015 HY297
- 2015 HZ297
- 2015 HA298
- 2015 HB298
- 2015 HC298
- 2015 HD298
- 2015 HE298
- 2015 HF298
- 2015 HG298
- 2015 HH298
- 2015 HJ298
- 2015 HK298
- 2015 HL298
- 2015 HM298
- 2015 HN298
- 2015 HO298
- 2015 HQ298
- 2015 HS298
- 2015 HV298
- 2015 HW298
- 2015 HX298
- 2015 HY298
- 2015 HZ298
- 2015 HA299
- 2015 HB299
- 2015 HC299
- 2015 HD299
- 2015 HE299
- 2015 HF299
- 2015 HG299
- 2015 HH299
- 2015 HJ299
- 2015 HK299
- 2015 HL299
- 2015 HM299
- 2015 HN299
- 2015 HO299
- 2015 HP299
- 2015 HQ299
- 2015 HR299
- 2015 HS299
- 2015 HT299
- 2015 HU299
- 2015 HV299
- 2015 HW299
- 2015 HX299
- 2015 HY299
- 2015 HZ299
- 2015 HA300
- 2015 HB300
- 2015 HC300
- 2015 HE300
- 2015 HF300
- 2015 HG300
- 2015 HH300
- 2015 HJ300
- 2015 HK300
- 2015 HL300
- 2015 HM300
- 2015 HN300
- 2015 HO300
- 2015 HP300
- 2015 HQ300
- 2015 HR300
- 2015 HS300
- 2015 HT300
- 2015 HU300
- 2015 HV300
- 2015 HW300
- 2015 HX300
- 2015 HY300
- 2015 HZ300
- 2015 HB301
- 2015 HC301
- 2015 HD301
- 2015 HE301
- 2015 HG301
- 2015 HH301
- 2015 HJ301
- 2015 HK301
- 2015 HL301
- 2015 HM301
- 2015 HO301
- 2015 HP301
- 2015 HQ301
- 2015 HR301
- 2015 HS301
- 2015 HT301
- 2015 HU301
- 2015 HV301
- 2015 HW301
- 2015 HX301
- 2015 HY301
- 2015 HA302
- 2015 HB302
- 2015 HC302
- 2015 HD302
- 2015 HE302
- 2015 HF302
- 2015 HG302
- 2015 HH302
- 2015 HJ302
- 2015 HK302
- 2015 HL302
- 2015 HM302
- 2015 HN302
- 2015 HP302
- 2015 HQ302
- 2015 HR302
- 2015 HS302
- 2015 HT302
- 2015 HV302
- 2015 HW302
- 2015 HX302
- 2015 HZ302
- 2015 HA303
- 2015 HB303
- 2015 HC303
- 2015 HD303
- 2015 HE303
- 2015 HF303
- 2015 HG303
- 2015 HH303
- 2015 HJ303
- 2015 HK303
- 2015 HL303
- 2015 HM303
- 2015 HN303
- 2015 HO303
- 2015 HP303
- 2015 HQ303
- 2015 HR303
- 2015 HS303
- 2015 HT303
- 2015 HU303
- 2015 HV303
- 2015 HW303
- 2015 HX303
- 2015 HY303
- 2015 HZ303
- 2015 HA304
- 2015 HB304
- 2015 HC304
- 2015 HD304
- 2015 HE304
- 2015 HF304
- 2015 HG304
- 2015 HH304
- 2015 HJ304
- 2015 HL304
- 2015 HM304
- 2015 HN304
- 2015 HP304
- 2015 HQ304
- 2015 HR304
- 2015 HS304
- 2015 HU304
- 2015 HV304
- 2015 HW304
- 2015 HX304
- 2015 HY304
- 2015 HZ304
- 2015 HA305
- 2015 HB305
- 2015 HC305
- 2015 HD305
- 2015 HE305
- 2015 HF305
- 2015 HG305
- 2015 HJ305
- 2015 HK305
- 2015 HL305
- 2015 HM305
- 2015 HN305
- 2015 HO305
- 2015 HP305
- 2015 HQ305
- 2015 HR305
- 2015 HT305
- 2015 HU305
- 2015 HW305
- 2015 HX305
- 2015 HZ305
- 2015 HA306
- 2015 HB306
- 2015 HC306
- 2015 HD306
- 2015 HE306
- 2015 HF306
- 2015 HG306
- 2015 HH306
- 2015 HJ306
- 2015 HK306
- 2015 HL306
- 2015 HO306
- 2015 HP306
- 2015 HQ306
- 2015 HR306
- 2015 HS306
- 2015 HT306
- 2015 HU306
- 2015 HV306
- 2015 HW306
- 2015 HX306
- 2015 HY306
- 2015 HZ306
- 2015 HA307
- 2015 HB307
- 2015 HC307
- 2015 HD307
- 2015 HE307
- 2015 HF307
- 2015 HG307
- 2015 HH307
- 2015 HJ307
- 2015 HK307
- 2015 HL307
- 2015 HM307
- 2015 HN307
- 2015 HO307
- 2015 HP307
- 2015 HQ307
- 2015 HR307
- 2015 HS307
- 2015 HT307
- 2015 HU307
- 2015 HV307
- 2015 HW307
- 2015 HX307
- 2015 HY307
- 2015 HZ307
- 2015 HA308
- 2015 HB308
- 2015 HC308
- 2015 HD308
- 2015 HE308
- 2015 HF308
- 2015 HG308
- 2015 HH308
- 2015 HJ308
- 2015 HK308
- 2015 HL308
- 2015 HM308
- 2015 HN308
- 2015 HO308
- 2015 HP308
- 2015 HQ308
- 2015 HR308
- 2015 HS308
- 2015 HT308
- 2015 HU308
- 2015 HV308
- 2015 HW308
- 2015 HY308
- 2015 HZ308
- 2015 HA309
- 2015 HB309
- 2015 HC309
- 2015 HE309
- 2015 HF309
- 2015 HG309
- 2015 HH309
- 2015 HJ309
- 2015 HK309
- 2015 HL309
- 2015 HM309
- 2015 HN309
- 2015 HO309
- 2015 HP309
- 2015 HQ309
- 2015 HR309
- 2015 HS309
- 2015 HT309
- 2015 HU309
- 2015 HV309
- 2015 HW309
- 2015 HX309
- 2015 HY309
- 2015 HZ309
- 2015 HA310
- 2015 HB310
- 2015 HC310
- 2015 HD310
- 2015 HE310
- 2015 HF310
- 2015 HG310
- 2015 HH310
- 2015 HJ310
- 2015 HK310
- 2015 HM310
- 2015 HN310
- 2015 HO310
- 2015 HP310
- 2015 HQ310
- 2015 HR310
- 2015 HS310
- 2015 HT310
- 2015 HU310
- 2015 HV310
- 2015 HW310
- 2015 HX310
- 2015 HY310
- 2015 HZ310
- 2015 HA311
- 2015 HB311
- 2015 HC311
- 2015 HD311
- 2015 HE311
- 2015 HF311
- 2015 HG311
- 2015 HH311
- 2015 HK311
- 2015 HL311
- 2015 HM311
- 2015 HN311
- 2015 HO311
- 2015 HP311
- 2015 HQ311
- 2015 HR311
- 2015 HS311
- 2015 HT311
- 2015 HU311
- 2015 HW311
- 2015 HX311
- 2015 HY311
- 2015 HZ311
- 2015 HA312
- 2015 HB312
- 2015 HC312
- 2015 HD312
- 2015 HE312
- 2015 HF312
- 2015 HG312
- 2015 HH312
- 2015 HJ312
- 2015 HK312
- 2015 HL312
- 2015 HM312
- 2015 HN312
- 2015 HO312
- 2015 HP312
- 2015 HQ312
- 2015 HR312
- 2015 HS312
- 2015 HT312
- 2015 HU312
- 2015 HV312
- 2015 HW312
- 2015 HX312
- 2015 HZ312
- 2015 HB313
- 2015 HC313
- 2015 HD313
- 2015 HE313
- 2015 HF313
- 2015 HG313
- 2015 HH313
- 2015 HJ313
- 2015 HK313
- 2015 HL313
- 2015 HM313
- 2015 HN313
- 2015 HO313
- 2015 HP313
- 2015 HQ313
- 2015 HR313
- 2015 HS313
- 2015 HT313
- 2015 HU313
- 2015 HV313
- 2015 HW313
- 2015 HX313
- 2015 HY313
- 2015 HZ313
- 2015 HA314
- 2015 HB314
- 2015 HD314
- 2015 HE314
- 2015 HF314
- 2015 HG314
- 2015 HH314
- 2015 HJ314
- 2015 HK314
- 2015 HM314
- 2015 HN314
- 2015 HO314
- 2015 HP314
- 2015 HQ314
- 2015 HR314
- 2015 HS314
- 2015 HT314
- 2015 HU314
- 2015 HV314
- 2015 HW314
- 2015 HX314
- 2015 HY314
- 2015 HA315
- 2015 HB315
- 2015 HC315
- 2015 HD315
- 2015 HF315
- 2015 HG315
- 2015 HH315
- 2015 HJ315
- 2015 HK315
- 2015 HL315
- 2015 HM315
- 2015 HN315
- 2015 HO315
- 2015 HP315
- 2015 HQ315
- 2015 HR315
- 2015 HS315
- 2015 HT315
- 2015 HU315
- 2015 HV315
- 2015 HW315
- 2015 HY315
- 2015 HZ315
- 2015 HA316
- 2015 HB316
- 2015 HC316
- 2015 HD316
- 2015 HE316
- 2015 HF316
- 2015 HG316
- 2015 HH316
- 2015 HJ316
- 2015 HK316
- 2015 HL316
- 2015 HM316
- 2015 HN316
- 2015 HO316
- 2015 HP316
- 2015 HQ316
- 2015 HR316
- 2015 HS316
- 2015 HT316
- 2015 HU316
- 2015 HV316
- 2015 HW316
- 2015 HX316
- 2015 HY316
- 2015 HZ316
- 2015 HA317
- 2015 HB317
- 2015 HC317
- 2015 HD317
- 2015 HE317
- 2015 HF317
- 2015 HG317
- 2015 HH317
- 2015 HJ317
- 2015 HK317
- 2015 HL317
- 2015 HM317
- 2015 HN317
- 2015 HO317
- 2015 HP317
- 2015 HQ317
- 2015 HR317
- 2015 HS317
- 2015 HT317
- 2015 HU317
- 2015 HV317
- 2015 HW317
- 2015 HX317
- 2015 HY317
- 2015 HB318
- 2015 HC318
- 2015 HD318
- 2015 HE318
- 2015 HF318
- 2015 HG318
- 2015 HH318
- 2015 HJ318
- 2015 HK318
- 2015 HL318
- 2015 HM318
- 2015 HN318
- 2015 HO318
- 2015 HP318
- 2015 HQ318
- 2015 HR318
- 2015 HS318
- 2015 HT318
- 2015 HU318
- 2015 HV318
- 2015 HW318
- 2015 HX318
- 2015 HY318
- 2015 HZ318
- 2015 HA319
- 2015 HB319
- 2015 HD319
- 2015 HE319
- 2015 HF319
- 2015 HG319
- 2015 HH319
- 2015 HJ319
- 2015 HK319
- 2015 HL319
- 2015 HM319
- 2015 HN319
- 2015 HO319
- 2015 HP319
- 2015 HQ319
- 2015 HR319
- 2015 HS319
- 2015 HT319
- 2015 HU319
- 2015 HV319
- 2015 HW319
- 2015 HX319
- 2015 HY319
- 2015 HZ319
- 2015 HA320
- 2015 HB320
- 2015 HC320
- 2015 HD320
- 2015 HE320
- 2015 HF320
- 2015 HG320
- 2015 HH320
- 2015 HJ320
- 2015 HK320
- 2015 HL320
- 2015 HM320
- 2015 HN320
- 2015 HO320
- 2015 HP320
- 2015 HQ320
- 2015 HR320
- 2015 HS320
- 2015 HT320
- 2015 HU320
- 2015 HV320
- 2015 HW320
- 2015 HX320
- 2015 HY320
- 2015 HZ320
- 2015 HA321
- 2015 HB321
- 2015 HC321
- 2015 HD321
- 2015 HE321
- 2015 HF321
- 2015 HG321
- 2015 HH321
- 2015 HJ321
- 2015 HK321
- 2015 HL321
- 2015 HM321
- 2015 HN321
- 2015 HO321
- 2015 HP321
- 2015 HQ321
- 2015 HR321
- 2015 HS321
- 2015 HT321
- 2015 HU321
- 2015 HV321
- 2015 HW321
- 2015 HX321
- 2015 HY321
- 2015 HZ321
- 2015 HA322
- 2015 HB322
- 2015 HC322
- 2015 HD322
- 2015 HF322
- 2015 HG322
- 2015 HH322
- 2015 HJ322
- 2015 HL322
- 2015 HM322
- 2015 HN322
- 2015 HO322
- 2015 HP322
- 2015 HQ322
- 2015 HR322
- 2015 HS322
- 2015 HT322
- 2015 HU322
- 2015 HV322
- 2015 HW322
- 2015 HX322
- 2015 HY322
- 2015 HZ322
- 2015 HA323
- 2015 HB323
- 2015 HC323
- 2015 HD323
- 2015 HE323
- 2015 HF323
- 2015 HG323
- 2015 HH323
- 2015 HJ323
- 2015 HK323
- 2015 HL323
- 2015 HM323
- 2015 HN323
- 2015 HO323
- 2015 HP323
- 2015 HQ323
- 2015 HR323
- 2015 HS323
- 2015 HT323
- 2015 HU323
- 2015 HV323
- 2015 HW323
- 2015 HY323
- 2015 HZ323
- 2015 HA324
- 2015 HB324
- 2015 HC324
- 2015 HD324
- 2015 HE324
- 2015 HF324
- 2015 HG324
- 2015 HH324
- 2015 HJ324
- 2015 HK324
- 2015 HM324
- 2015 HN324
- 2015 HO324
- 2015 HP324
- 2015 HQ324
- 2015 HR324
- 2015 HS324
- 2015 HT324
- 2015 HU324
- 2015 HV324
- 2015 HW324
- 2015 HX324
- 2015 HY324
- 2015 HZ324
- 2015 HA325
- 2015 HB325
- 2015 HC325
- 2015 HD325
- 2015 HE325
- 2015 HF325
- 2015 HG325
- 2015 HH325
- 2015 HJ325
- 2015 HK325
- 2015 HL325
- 2015 HM325
- 2015 HN325
- 2015 HO325
- 2015 HP325
- 2015 HQ325
- 2015 HR325
- 2015 HT325
- 2015 HU325
- 2015 HV325
- 2015 HW325
- 2015 HX325
- 2015 HY325
- 2015 HZ325
- 2015 HA326
- 2015 HB326
- 2015 HC326
- 2015 HD326
- 2015 HE326
- 2015 HF326
- 2015 HG326
- 2015 HH326
- 2015 HJ326
- 2015 HK326
- 2015 HL326
- 2015 HM326
- 2015 HN326
- 2015 HO326
- 2015 HP326
- 2015 HQ326
- 2015 HR326
- 2015 HS326
- 2015 HT326
- 2015 HV326
- 2015 HW326
- 2015 HX326
- 2015 HZ326
- 2015 HA327
- 2015 HB327
- 2015 HC327
- 2015 HD327
- 2015 HE327
- 2015 HF327
- 2015 HG327
- 2015 HH327
- 2015 HJ327
- 2015 HK327
- 2015 HL327
- 2015 HM327
- 2015 HN327
- 2015 HO327
- 2015 HP327
- 2015 HQ327
- 2015 HR327
- 2015 HS327
- 2015 HT327
- 2015 HU327
- 2015 HV327
- 2015 HW327
- 2015 HX327
- 2015 HY327
- 2015 HZ327
- 2015 HA328
- 2015 HB328
- 2015 HC328
- 2015 HD328
- 2015 HE328
- 2015 HF328
- 2015 HG328
- 2015 HH328
- 2015 HJ328
- 2015 HK328
- 2015 HL328
- 2015 HM328
- 2015 HN328
- 2015 HO328
- 2015 HP328
- 2015 HQ328
- 2015 HR328
- 2015 HS328
- 2015 HT328
- 2015 HU328
- 2015 HV328
- 2015 HW328
- 2015 HX328
- 2015 HY328
- 2015 HZ328
- 2015 HA329
- 2015 HB329
- 2015 HC329
- 2015 HD329
- 2015 HE329
- 2015 HF329
- 2015 HG329
- 2015 HH329
- 2015 HJ329
- 2015 HK329
- 2015 HL329
- 2015 HM329
- 2015 HN329
- 2015 HO329
- 2015 HP329
- 2015 HQ329
- 2015 HR329
- 2015 HS329
- 2015 HT329
- 2015 HU329
- 2015 HV329
- 2015 HW329
- 2015 HX329
- 2015 HY329
- 2015 HZ329
- 2015 HA330
- 2015 HB330
- 2015 HC330
- 2015 HD330
- 2015 HE330
- 2015 HF330
- 2015 HG330
- 2015 HH330
- 2015 HJ330
- 2015 HK330
- 2015 HL330
- 2015 HM330
- 2015 HN330
- 2015 HO330
- 2015 HP330
- 2015 HQ330
- 2015 HR330
- 2015 HS330
- 2015 HT330
- 2015 HU330
- 2015 HV330
- 2015 HW330
- 2015 HX330
- 2015 HY330
- 2015 HZ330
- 2015 HA331
- 2015 HB331
- 2015 HC331
- 2015 HD331
- 2015 HE331
- 2015 HF331
- 2015 HG331
- 2015 HH331
- 2015 HJ331
- 2015 HK331
- 2015 HL331
- 2015 HM331
- 2015 HN331
- 2015 HO331
- 2015 HP331
- 2015 HQ331
- 2015 HR331
- 2015 HS331
- 2015 HT331
- 2015 HU331
- 2015 HV331
- 2015 HW331
- 2015 HX331
- 2015 HY331
- 2015 HZ331
- 2015 HA332
- 2015 HC332
- 2015 HD332
- 2015 HE332
- 2015 HF332
- 2015 HG332
- 2015 HH332
- 2015 HJ332
- 2015 HK332
- 2015 HM332
- 2015 HN332
- 2015 HO332
- 2015 HP332
- 2015 HR332
- 2015 HS332
- 2015 HT332
- 2015 HU332
- 2015 HV332
- 2015 HW332
- 2015 HX332
- 2015 HY332
- 2015 HZ332
- 2015 HA333
- 2015 HB333
- 2015 HC333
- 2015 HD333
- 2015 HE333
- 2015 HF333
- 2015 HG333
- 2015 HH333
- 2015 HJ333
- 2015 HK333
- 2015 HL333
- 2015 HM333
- 2015 HN333
- 2015 HO333
- 2015 HP333
- 2015 HQ333
- 2015 HR333
- 2015 HS333
- 2015 HT333
- 2015 HU333
- 2015 HV333
- 2015 HW333
- 2015 HX333
- 2015 HY333
- 2015 HZ333
- 2015 HA334
- 2015 HB334
- 2015 HC334
- 2015 HD334
- 2015 HE334
- 2015 HG334
- 2015 HH334
- 2015 HJ334
- 2015 HK334
- 2015 HL334
- 2015 HM334
- 2015 HN334
- 2015 HO334
- 2015 HQ334
- 2015 HS334
- 2015 HT334
- 2015 HU334
- 2015 HV334
- 2015 HW334
- 2015 HX334
- 2015 HY334
- 2015 HZ334
- 2015 HA335
- 2015 HB335
- 2015 HD335
- 2015 HE335
- 2015 HF335
- 2015 HG335
- 2015 HH335
- 2015 HJ335
- 2015 HK335
- 2015 HL335
- 2015 HM335
- 2015 HN335
- 2015 HO335
- 2015 HP335
- 2015 HQ335
- 2015 HR335
- 2015 HS335
- 2015 HT335
- 2015 HU335
- 2015 HV335
- 2015 HW335
- 2015 HX335
- 2015 HY335
- 2015 HZ335
- 2015 HA336
- 2015 HB336
- 2015 HC336
- 2015 HD336
- 2015 HE336
- 2015 HF336
- 2015 HG336
- 2015 HH336
- 2015 HJ336
- 2015 HK336
- 2015 HL336
- 2015 HM336
- 2015 HN336
- 2015 HO336
- 2015 HP336
- 2015 HQ336
- 2015 HR336
- 2015 HS336
- 2015 HT336
- 2015 HU336
- 2015 HV336
- 2015 HW336
- 2015 HX336
- 2015 HY336
- 2015 HZ336
- 2015 HA337
- 2015 HC337
- 2015 HD337
- 2015 HE337
- 2015 HF337
- 2015 HG337
- 2015 HH337
- 2015 HJ337
- 2015 HK337
- 2015 HL337
- 2015 HM337
- 2015 HN337
- 2015 HO337
- 2015 HP337
- 2015 HQ337
- 2015 HR337
- 2015 HS337
- 2015 HT337
- 2015 HU337
- 2015 HV337
- 2015 HW337
- 2015 HX337
- 2015 HY337
- 2015 HZ337
- 2015 HA338
- 2015 HB338
- 2015 HC338
- 2015 HD338
- 2015 HE338
- 2015 HF338
- 2015 HG338
- 2015 HK338
- 2015 HL338
- 2015 HM338
- 2015 HO338
- 2015 HP338
- 2015 HQ338
- 2015 HR338
- 2015 HS338
- 2015 HT338
- 2015 HU338
- 2015 HV338
- 2015 HW338
- 2015 HX338
- 2015 HY338
- 2015 HZ338
- 2015 HA339
- 2015 HB339
- 2015 HC339
- 2015 HD339
- 2015 HE339
- 2015 HF339
- 2015 HG339
- 2015 HH339
- 2015 HJ339
- 2015 HK339
- 2015 HL339
- 2015 HM339
- 2015 HN339
- 2015 HO339
- 2015 HP339
- 2015 HQ339
- 2015 HR339
- 2015 HS339
- 2015 HT339
- 2015 HU339
- 2015 HV339
- 2015 HW339
- 2015 HX339
- 2015 HY339
- 2015 HZ339
- 2015 HA340
- 2015 HB340
- 2015 HC340
- 2015 HD340
- 2015 HE340
- 2015 HF340
- 2015 HG340
- 2015 HJ340
- 2015 HK340
- 2015 HL340
- 2015 HM340
- 2015 HN340
- 2015 HO340
- 2015 HP340
- 2015 HQ340
- 2015 HR340
- 2015 HS340
- 2015 HT340
- 2015 HU340
- 2015 HV340
- 2015 HW340
- 2015 HX340
- 2015 HY340
- 2015 HZ340
- 2015 HA341
- 2015 HB341
- 2015 HC341
- 2015 HD341
- 2015 HE341
- 2015 HF341
- 2015 HG341
- 2015 HJ341
- 2015 HK341
- 2015 HL341
- 2015 HM341
- 2015 HN341
- 2015 HO341
- 2015 HP341
- 2015 HQ341
- 2015 HR341
- 2015 HS341
- 2015 HT341
- 2015 HV341
- 2015 HW341
- 2015 HX341
- 2015 HY341
- 2015 HZ341
- 2015 HA342
- 2015 HB342
- 2015 HC342
- 2015 HD342
- 2015 HE342
- 2015 HF342
- 2015 HG342
- 2015 HH342
- 2015 HJ342
- 2015 HK342
- 2015 HL342
- 2015 HM342
- 2015 HN342
- 2015 HO342
- 2015 HP342
- 2015 HQ342
- 2015 HR342
- 2015 HS342
- 2015 HT342
- 2015 HU342
- 2015 HV342
- 2015 HW342
- 2015 HX342
- 2015 HY342
- 2015 HZ342
- 2015 HA343
- 2015 HB343
- 2015 HC343
- 2015 HD343
- 2015 HE343
- 2015 HG343
- 2015 HH343
- 2015 HJ343
- 2015 HK343
- 2015 HL343
- 2015 HM343
- 2015 HN343
- 2015 HO343
- 2015 HP343
- 2015 HR343
- 2015 HS343
- 2015 HT343
- 2015 HU343
- 2015 HV343
- 2015 HW343
- 2015 HX343
- 2015 HY343
- 2015 HZ343
- 2015 HA344
- 2015 HB344
- 2015 HC344
- 2015 HD344
- 2015 HE344
- 2015 HF344
- 2015 HG344
- 2015 HH344
- 2015 HJ344
- 2015 HK344
- 2015 HL344
- 2015 HM344
- 2015 HN344
- 2015 HO344
- 2015 HP344
- 2015 HQ344
- 2015 HR344
- 2015 HS344
- 2015 HT344
- 2015 HU344
- 2015 HW344
- 2015 HX344
- 2015 HY344
- 2015 HA345
- 2015 HB345
- 2015 HC345
- 2015 HD345
- 2015 HE345
- 2015 HF345
- 2015 HG345
- 2015 HH345
- 2015 HJ345
- 2015 HK345
- 2015 HL345
- 2015 HN345
- 2015 HO345
- 2015 HP345
- 2015 HQ345
- 2015 HR345
- 2015 HS345
- 2015 HT345
- 2015 HU345
- 2015 HV345
- 2015 HW345
- 2015 HX345
- 2015 HY345
- 2015 HZ345
- 2015 HA346
- 2015 HB346
- 2015 HC346
- 2015 HD346
- 2015 HE346
- 2015 HF346
- 2015 HG346
- 2015 HH346
- 2015 HJ346
- 2015 HK346
- 2015 HL346
- 2015 HM346
- 2015 HN346
- 2015 HO346
- 2015 HP346
- 2015 HQ346
- 2015 HR346
- 2015 HS346
- 2015 HT346
- 2015 HU346
- 2015 HV346
- 2015 HX346
- 2015 HY346
- 2015 HZ346
- 2015 HA347
- 2015 HC347
- 2015 HD347
- 2015 HE347
- 2015 HF347
- 2015 HG347
- 2015 HJ347
- 2015 HK347
- 2015 HM347
- 2015 HN347
- 2015 HP347
- 2015 HQ347
- 2015 HR347
- 2015 HS347
- 2015 HT347
- 2015 HU347
- 2015 HV347
- 2015 HW347
- 2015 HX347
- 2015 HY347
- 2015 HZ347
- 2015 HA348
- 2015 HB348
- 2015 HD348
- 2015 HF348
- 2015 HG348
- 2015 HH348
- 2015 HJ348
- 2015 HK348
- 2015 HN348
- 2015 HO348
- 2015 HP348
- 2015 HR348
- 2015 HS348
- 2015 HT348
- 2015 HU348
- 2015 HX348
- 2015 HY348
- 2015 HZ348
- 2015 HA349
- 2015 HB349
- 2015 HC349
- 2015 HD349
- 2015 HE349
- 2015 HF349
- 2015 HG349
- 2015 HH349
- 2015 HK349
- 2015 HL349
- 2015 HM349
- 2015 HN349
- 2015 HO349
- 2015 HP349
- 2015 HQ349
- 2015 HR349
- 2015 HS349
- 2015 HT349
- 2015 HU349
- 2015 HV349
- 2015 HW349
- 2015 HX349
- 2015 HY349
- 2015 HZ349
- 2015 HA350
- 2015 HB350
- 2015 HC350
- 2015 HE350
- 2015 HF350
- 2015 HG350
- 2015 HH350
- 2015 HK350
- 2015 HL350
- 2015 HM350
- 2015 HN350
- 2015 HO350
- 2015 HP350
- 2015 HR350
- 2015 HS350
- 2015 HT350
- 2015 HU350
- 2015 HV350
- 2015 HW350
- 2015 HX350
- 2015 HZ350
- 2015 HA351
- 2015 HB351
- 2015 HC351
- 2015 HD351
- 2015 HE351
- 2015 HF351
- 2015 HG351
- 2015 HH351
- 2015 HL351
- 2015 HM351
- 2015 HO351
- 2015 HP351
- 2015 HQ351
- 2015 HR351
- 2015 HS351
- 2015 HT351
- 2015 HU351
- 2015 HV351
- 2015 HW351
- 2015 HX351
- 2015 HZ351
- 2015 HB352
- 2015 HC352
- 2015 HD352
- 2015 HE352
- 2015 HF352
- 2015 HG352
- 2015 HH352
- 2015 HJ352
- 2015 HL352
- 2015 HM352
- 2015 HN352
- 2015 HP352
- 2015 HQ352
- 2015 HR352
- 2015 HT352
- 2015 HV352
- 2015 HW352
- 2015 HX352
- 2015 HY352
- 2015 HA353
- 2015 HC353
- 2015 HD353
- 2015 HE353
- 2015 HG353
- 2015 HH353
- 2015 HJ353
- 2015 HK353
- 2015 HL353
- 2015 HM353
- 2015 HN353
- 2015 HO353
- 2015 HP353
- 2015 HQ353
- 2015 HR353
- 2015 HS353
- 2015 HT353
- 2015 HU353
- 2015 HV353
- 2015 HW353
- 2015 HX353
- 2015 HY353
- 2015 HZ353
- 2015 HA354
- 2015 HB354
- 2015 HC354
- 2015 HD354
- 2015 HE354
- 2015 HF354
- 2015 HG354
- 2015 HH354
- 2015 HK354
- 2015 HL354
- 2015 HM354
- 2015 HN354
- 2015 HO354
- 2015 HP354
- 2015 HQ354
- 2015 HR354
- 2015 HS354
- 2015 HT354
- 2015 HU354
- 2015 HV354
- 2015 HW354
- 2015 HX354
- 2015 HY354
- 2015 HZ354
- 2015 HA355
- 2015 HB355
- 2015 HD355
- 2015 HE355
- 2015 HF355
- 2015 HG355
- 2015 HH355
- 2015 HJ355
- 2015 HK355
- 2015 HL355
- 2015 HM355
- 2015 HN355
- 2015 HO355
- 2015 HP355
- 2015 HQ355
- 2015 HS355
- 2015 HT355
- 2015 HU355
- 2015 HV355
- 2015 HW355
- 2015 HX355
- 2015 HY355
- 2015 HZ355
- 2015 HA356
- 2015 HB356
- 2015 HD356
- 2015 HE356
- 2015 HF356
- 2015 HG356
- 2015 HJ356
- 2015 HK356
- 2015 HL356
- 2015 HM356
- 2015 HN356
- 2015 HO356
- 2015 HP356
- 2015 HQ356
- 2015 HR356
- 2015 HS356
- 2015 HT356
- 2015 HU356
- 2015 HV356
- 2015 HX356
- 2015 HY356
- 2015 HZ356
- 2015 HA357
- 2015 HC357
- 2015 HD357
- 2015 HE357
- 2015 HH357
- 2015 HJ357
- 2015 HK357
- 2015 HL357
- 2015 HM357
- 2015 HN357
- 2015 HO357
- 2015 HP357
- 2015 HQ357
- 2015 HR357
- 2015 HS357
- 2015 HT357
- 2015 HU357
- 2015 HV357
- 2015 HW357
- 2015 HX357
- 2015 HY357
- 2015 HZ357
- 2015 HA358
- 2015 HB358
- 2015 HD358
- 2015 HE358
- 2015 HG358
- 2015 HH358
- 2015 HJ358
- 2015 HK358
- 2015 HL358
- 2015 HM358
- 2015 HN358
- 2015 HO358
- 2015 HP358
- 2015 HQ358
- 2015 HR358
- 2015 HS358
- 2015 HT358
- 2015 HU358
- 2015 HV358
- 2015 HW358
- 2015 HY358
- 2015 HZ358
- 2015 HA359
- 2015 HB359
- 2015 HC359
- 2015 HD359
- 2015 HE359
- 2015 HF359
- 2015 HG359
- 2015 HJ359
- 2015 HK359
- 2015 HL359
- 2015 HM359
- 2015 HN359
- 2015 HO359
- 2015 HP359
- 2015 HQ359
- 2015 HR359
- 2015 HS359
- 2015 HT359
- 2015 HU359
- 2015 HV359
- 2015 HW359
- 2015 HX359
- 2015 HY359
- 2015 HZ359
- 2015 HA360
- 2015 HB360
- 2015 HC360
- 2015 HD360
- 2015 HE360
- 2015 HF360
- 2015 HG360
- 2015 HH360
- 2015 HJ360
- 2015 HK360
- 2015 HL360
- 2015 HM360
- 2015 HN360
- 2015 HO360
- 2015 HP360
- 2015 HQ360
- 2015 HR360
- 2015 HS360
- 2015 HT360
- 2015 HU360
- 2015 HV360
- 2015 HW360
- 2015 HX360
- 2015 HY360
- 2015 HZ360
- 2015 HA361
- 2015 HB361
- 2015 HC361
- 2015 HD361
- 2015 HE361
- 2015 HF361
- 2015 HG361
- 2015 HH361
- 2015 HJ361
- 2015 HK361
- 2015 HL361
- 2015 HM361
- 2015 HN361
- 2015 HO361
- 2015 HP361
- 2015 HQ361
- 2015 HR361
- 2015 HS361
- 2015 HT361
- 2015 HU361
- 2015 HV361
- 2015 HW361
- 2015 HX361
- 2015 HY361
- 2015 HZ361
- 2015 HA362
- 2015 HB362
- 2015 HC362
- 2015 HD362
- 2015 HE362
- 2015 HF362
- 2015 HG362
- 2015 HH362
- 2015 HK362
- 2015 HL362
- 2015 HM362
- 2015 HN362
- 2015 HO362
- 2015 HP362
- 2015 HQ362
- 2015 HR362
- 2015 HS362
- 2015 HT362
- 2015 HU362
- 2015 HV362
- 2015 HW362
- 2015 HX362
- 2015 HY362
- 2015 HZ362
- 2015 HA363
- 2015 HB363
- 2015 HC363
- 2015 HD363
- 2015 HE363
- 2015 HF363
- 2015 HG363
- 2015 HH363
- 2015 HJ363
- 2015 HK363
- 2015 HL363
- 2015 HM363
- 2015 HN363
- 2015 HO363
- 2015 HP363
- 2015 HQ363
- 2015 HR363
- 2015 HS363
- 2015 HT363
- 2015 HU363
- 2015 HV363
- 2015 HW363
- 2015 HX363
- 2015 HY363
- 2015 HZ363
- 2015 HA364
- 2015 HB364
- 2015 HC364
- 2015 HD364
- 2015 HE364
- 2015 HF364
- 2015 HG364
- 2015 HH364
- 2015 HJ364
- 2015 HK364
- 2015 HL364
- 2015 HM364
- 2015 HN364
- 2015 HO364
- 2015 HP364
- 2015 HQ364
- 2015 HR364
- 2015 HS364
- 2015 HT364
- 2015 HU364
- 2015 HV364
- 2015 HW364
- 2015 HX364
- 2015 HY364
- 2015 HZ364
- 2015 HA365
- 2015 HB365
- 2015 HC365
- 2015 HD365
- 2015 HE365
- 2015 HF365
- 2015 HG365
- 2015 HH365
- 2015 HJ365
- 2015 HK365
- 2015 HL365
- 2015 HM365
- 2015 HN365
- 2015 HO365
- 2015 HP365
- 2015 HQ365
- 2015 HR365
- 2015 HS365
- 2015 HT365
- 2015 HU365
- 2015 HV365
- 2015 HW365
- 2015 HX365
- 2015 HY365
- 2015 HZ365
- 2015 HA366
- 2015 HB366
- 2015 HC366
- 2015 HD366
- 2015 HE366
- 2015 HF366
- 2015 HG366
- 2015 HH366
- 2015 HJ366
- 2015 HK366
- 2015 HL366
- 2015 HM366
- 2015 HN366
- 2015 HO366
- 2015 HP366
- 2015 HQ366
- 2015 HR366
- 2015 HS366
- 2015 HT366
- 2015 HU366
- 2015 HV366
- 2015 HW366
- 2015 HX366
- 2015 HY366
- 2015 HZ366
- 2015 HA367
- 2015 HB367
- 2015 HC367
- 2015 HD367
- 2015 HE367
- 2015 HF367
- 2015 HG367
- 2015 HH367
- 2015 HJ367
- 2015 HK367
- 2015 HL367
- 2015 HM367
- 2015 HN367
- 2015 HO367
- 2015 HP367
- 2015 HQ367
- 2015 HR367
- 2015 HS367
- 2015 HT367
- 2015 HU367
- 2015 HV367
- 2015 HW367
- 2015 HX367
- 2015 HY367
- 2015 HZ367
- 2015 HA368
- 2015 HB368
- 2015 HC368
- 2015 HD368
- 2015 HE368
- 2015 HF368
- 2015 HG368
- 2015 HH368
- 2015 HJ368
- 2015 HK368
- 2015 HL368
- 2015 HM368
- 2015 HN368
- 2015 HO368
- 2015 HP368
- 2015 HQ368
- 2015 HR368
- 2015 HS368
- 2015 HT368
- 2015 HU368
- 2015 HV368
- 2015 HW368
- 2015 HX368
- 2015 HY368
- 2015 HZ368
- 2015 HA369
- 2015 HC369
- 2015 HD369
- 2015 HE369
- 2015 HF369
- 2015 HG369
- 2015 HH369
- 2015 HJ369
- 2015 HK369
- 2015 HL369
- 2015 HM369
- 2015 HN369
- 2015 HO369
- 2015 HP369
- 2015 HQ369
- 2015 HR369
- 2015 HS369
- 2015 HT369
- 2015 HU369
- 2015 HV369
- 2015 HW369
- 2015 HX369
- 2015 HY369
- 2015 HZ369
- 2015 HA370
- 2015 HB370
- 2015 HC370
- 2015 HD370
- 2015 HE370
- 2015 HF370
- 2015 HG370
- 2015 HH370
- 2015 HJ370
- 2015 HK370
- 2015 HL370
- 2015 HM370
- 2015 HN370
- 2015 HO370
- 2015 HP370
- 2015 HQ370
- 2015 HR370
- 2015 HS370
- 2015 HT370
- 2015 HU370
- 2015 HV370
- 2015 HW370
- 2015 HX370
- 2015 HY370
- 2015 HZ370
- 2015 HA371
- 2015 HB371
- 2015 HC371
- 2015 HD371
- 2015 HE371
- 2015 HF371
- 2015 HG371
- 2015 HH371
- 2015 HK371
- 2015 HL371
- 2015 HM371
- 2015 HN371
- 2015 HO371
- 2015 HP371
- 2015 HQ371
- 2015 HR371
- 2015 HS371
- 2015 HT371
- 2015 HU371
- 2015 HV371
- 2015 HW371
- 2015 HX371
- 2015 HY371
- 2015 HZ371
- 2015 HA372
- 2015 HB372
- 2015 HC372
- 2015 HD372
- 2015 HE372
- 2015 HF372
- 2015 HG372
- 2015 HH372
- 2015 HJ372
- 2015 HK372
- 2015 HL372
- 2015 HM372
- 2015 HN372
- 2015 HO372
- 2015 HP372
- 2015 HQ372
- 2015 HR372
- 2015 HS372
- 2015 HT372
- 2015 HU372
- 2015 HV372
- 2015 HW372
- 2015 HX372
- 2015 HY372
- 2015 HZ372
- 2015 HA373
- 2015 HB373
- 2015 HC373
- 2015 HD373
- 2015 HF373
- 2015 HG373
- 2015 HH373
- 2015 HJ373
- 2015 HL373
- 2015 HM373
- 2015 HN373
- 2015 HO373
- 2015 HP373
- 2015 HQ373
- 2015 HR373
- 2015 HS373
- 2015 HT373
- 2015 HU373
- 2015 HV373
- 2015 HW373
- 2015 HX373
- 2015 HY373
- 2015 HZ373
- 2015 HA374
- 2015 HB374
- 2015 HC374
- 2015 HD374
- 2015 HE374
- 2015 HF374
- 2015 HG374
- 2015 HH374
- 2015 HJ374
- 2015 HK374
- 2015 HL374
- 2015 HM374
- 2015 HN374
- 2015 HO374
- 2015 HP374
- 2015 HQ374
- 2015 HR374
- 2015 HS374
- 2015 HT374
- 2015 HU374
- 2015 HV374
- 2015 HW374
- 2015 HX374
- 2015 HY374
- 2015 HZ374
- 2015 HA375
- 2015 HB375
- 2015 HC375
- 2015 HD375
- 2015 HE375
- 2015 HF375
- 2015 HG375
- 2015 HH375
- 2015 HJ375
- 2015 HK375
- 2015 HM375
- 2015 HN375
- 2015 HO375
- 2015 HP375
- 2015 HQ375
- 2015 HR375
- 2015 HS375
- 2015 HT375
- 2015 HU375
- 2015 HV375
- 2015 HW375
- 2015 HX375
- 2015 HY375
- 2015 HZ375
- 2015 HA376
- 2015 HB376
- 2015 HC376
- 2015 HD376
- 2015 HE376
- 2015 HF376
- 2015 HG376
- 2015 HH376
- 2015 HJ376
- 2015 HK376
- 2015 HL376
- 2015 HM376
- 2015 HN376
- 2015 HO376
- 2015 HP376
- 2015 HQ376
- 2015 HR376
- 2015 HS376
- 2015 HT376
- 2015 HU376
- 2015 HV376
- 2015 HW376
- 2015 HX376
- 2015 HY376
- 2015 HZ376
- 2015 HA377
- 2015 HB377
- 2015 HC377
- 2015 HD377
- 2015 HE377
- 2015 HF377
- 2015 HG377
- 2015 HH377
- 2015 HJ377
- 2015 HK377
- 2015 HL377
- 2015 HM377
- 2015 HN377
- 2015 HO377
- 2015 HP377
- 2015 HQ377
- 2015 HS377
- 2015 HT377
- 2015 HU377
- 2015 HV377
- 2015 HW377
- 2015 HX377
- 2015 HY377
- 2015 HZ377
- 2015 HA378
- 2015 HB378
- 2015 HC378
- 2015 HD378
- 2015 HE378
- 2015 HF378
- 2015 HG378
- 2015 HH378
- 2015 HJ378
- 2015 HK378
- 2015 HL378
- 2015 HM378
- 2015 HN378
- 2015 HO378
- 2015 HP378
- 2015 HQ378
- 2015 HR378
- 2015 HS378
- 2015 HT378
- 2015 HU378
- 2015 HV378
- 2015 HW378
- 2015 HX378
- 2015 HY378
- 2015 HZ378
- 2015 HA379
- 2015 HB379
- 2015 HC379
- 2015 HD379
- 2015 HE379
- 2015 HF379
- 2015 HG379
- 2015 HH379
- 2015 HJ379
- 2015 HK379
- 2015 HL379
- 2015 HM379
- 2015 HN379
- 2015 HO379
- 2015 HP379
- 2015 HQ379
- 2015 HR379
- 2015 HS379
- 2015 HT379
- 2015 HU379
- 2015 HV379
- 2015 HW379
- 2015 HX379
- 2015 HY379
- 2015 HZ379
- 2015 HA380
- 2015 HB380
- 2015 HD380
- 2015 HE380
- 2015 HF380
- 2015 HG380
- 2015 HH380
- 2015 HJ380
- 2015 HK380
- 2015 HL380
- 2015 HM380
- 2015 HN380
- 2015 HO380
- 2015 HP380
- 2015 HQ380
- 2015 HR380
- 2015 HS380
- 2015 HT380
- 2015 HU380
- 2015 HV380
- 2015 HW380
- 2015 HY380
- 2015 HZ380
- 2015 HA381
- 2015 HB381
- 2015 HC381
- 2015 HD381
- 2015 HE381
- 2015 HF381
- 2015 HG381
- 2015 HH381
- 2015 HJ381
- 2015 HK381
- 2015 HL381
- 2015 HM381
- 2015 HO381
- 2015 HP381
- 2015 HQ381
- 2015 HR381
- 2015 HS381
- 2015 HT381
- 2015 HU381
- 2015 HV381
- 2015 HW381
- 2015 HX381
- 2015 HY381
- 2015 HZ381
- 2015 HA382
- 2015 HB382
- 2015 HC382
- 2015 HD382
- 2015 HE382
- 2015 HF382
- 2015 HG382
- 2015 HH382
- 2015 HJ382
- 2015 HK382
- 2015 HL382
- 2015 HM382
- 2015 HN382
- 2015 HO382
- 2015 HP382
- 2015 HQ382
- 2015 HR382
- 2015 HS382
- 2015 HT382
- 2015 HU382
- 2015 HV382
- 2015 HW382
- 2015 HX382
- 2015 HY382
- 2015 HZ382
- 2015 HA383
- 2015 HB383
- 2015 HC383
- 2015 HD383
- 2015 HE383
- 2015 HF383
- 2015 HG383
- 2015 HH383
- 2015 HJ383
- 2015 HK383
- 2015 HL383
- 2015 HM383
- 2015 HY383
- 2015 HZ383
- 2015 HA384
- 2015 HB384
- 2015 HC384
- 2015 HD384
- 2015 HE384
- 2015 HF384
- 2015 HG384
- 2015 HH384
- 2015 HJ384
- 2015 HK384
- 2015 HL384
- 2015 HM384
- 2015 HN384
- 2015 HO384
- 2015 HP384
- 2015 HQ384
- 2015 HR384
- 2015 HS384
- 2015 HT384
- 2015 HU384
- 2015 HV384
- 2015 HX384
- 2015 HY384
- 2015 HZ384
- 2015 HA385
- 2015 HB385
- 2015 HC385
- 2015 HD385
- 2015 HE385
- 2015 HF385
- 2015 HG385
- 2015 HH385
- 2015 HJ385
- 2015 HK385
- 2015 HL385
- 2015 HM385
- 2015 HN385
- 2015 HO385
- 2015 HP385
- 2015 HQ385
- 2015 HR385
- 2015 HS385
- 2015 HT385
- 2015 HU385
- 2015 HV385
- 2015 HW385
- 2015 HX385
- 2015 HY385
- 2015 HZ385
- 2015 HA386
- 2015 HB386
- 2015 HC386
- 2015 HD386
- 2015 HE386
- 2015 HF386
- 2015 HG386
- 2015 HH386
- 2015 HJ386
- 2015 HK386
- 2015 HL386
- 2015 HM386
- 2015 HN386
- 2015 HO386
- 2015 HP386
- 2015 HQ386
- 2015 HR386
- 2015 HS386
- 2015 HT386
- 2015 HU386
- 2015 HV386
- 2015 HW386
- 2015 HX386
- 2015 HY386
- 2015 HZ386
- 2015 HA387
- 2015 HB387
- 2015 HC387
- 2015 HD387
- 2015 HE387
- 2015 HF387
- 2015 HG387
- 2015 HH387
- 2015 HJ387
- 2015 HK387
- 2015 HL387
- 2015 HM387
- 2015 HN387
- 2015 HO387
- 2015 HP387
- 2015 HQ387
- 2015 HR387
- 2015 HS387
- 2015 HT387
- 2015 HU387
- 2015 HV387
- 2015 HW387
- 2015 HX387
- 2015 HY387
- 2015 HZ387
- 2015 HA388
- 2015 HB388
- 2015 HC388
- 2015 HD388
- 2015 HE388
- 2015 HF388
- 2015 HG388
- 2015 HH388
- 2015 HJ388
- 2015 HK388
- 2015 HL388
- 2015 HM388
- 2015 HN388
- 2015 HO388
- 2015 HP388
- 2015 HQ388
- 2015 HR388
- 2015 HS388
- 2015 HT388
- 2015 HU388
- 2015 HV388
- 2015 HW388
- 2015 HX388
- 2015 HY388
- 2015 HZ388
- 2015 HA389
- 2015 HB389
- 2015 HC389
- 2015 HD389
- 2015 HE389
- 2015 HF389
- 2015 HG389
- 2015 HH389
- 2015 HJ389
- 2015 HK389
- 2015 HL389
- 2015 HM389
- 2015 HN389
- 2015 HO389
- 2015 HP389
- 2015 HQ389
- 2015 HR389
- 2015 HS389
- 2015 HT389
- 2015 HU389
- 2015 HV389
- 2015 HW389
- 2015 HX389
- 2015 HY389
- 2015 HZ389
- 2015 HA390
- 2015 HB390
- 2015 HC390
- 2015 HD390
- 2015 HE390
- 2015 HF390
- 2015 HG390
- 2015 HH390
- 2015 HJ390
- 2015 HK390
- 2015 HL390
- 2015 HM390
- 2015 HN390
- 2015 HO390
- 2015 HP390
- 2015 HQ390
- 2015 HR390
- 2015 HS390
- 2015 HT390
- 2015 HV390
- 2015 HW390
- 2015 HX390
- 2015 HY390
- 2015 HZ390
- 2015 HA391
- 2015 HB391
- 2015 HC391
- 2015 HD391
- 2015 HE391
- 2015 HF391
- 2015 HG391
- 2015 HH391
- 2015 HJ391
- 2015 HK391
- 2015 HL391
- 2015 HM391
- 2015 HN391
- 2015 HO391
- 2015 HP391
- 2015 HQ391
- 2015 HR391
- 2015 HS391
- 2015 HT391
- 2015 HU391
- 2015 HV391
- 2015 HW391
- 2015 HX391
- 2015 HY391
- 2015 HZ391
- 2015 HA392
- 2015 HB392
- 2015 HC392
- 2015 HD392
- 2015 HE392
- 2015 HF392
- 2015 HG392
- 2015 HH392
- 2015 HJ392
- 2015 HK392
- 2015 HL392
- 2015 HM392
- 2015 HN392
- 2015 HO392
- 2015 HP392
- 2015 HQ392
- 2015 HR392
- 2015 HS392
- 2015 HT392
- 2015 HU392
- 2015 HV392
- 2015 HW392
- 2015 HX392
- 2015 HY392
- 2015 HZ392
- 2015 HA393
- 2015 HB393
- 2015 HC393
- 2015 HD393
- 2015 HE393
- 2015 HF393
- 2015 HG393
- 2015 HH393
- 2015 HJ393
- 2015 HK393
- 2015 HL393
- 2015 HM393
- 2015 HN393
- 2015 HO393
- 2015 HP393
- 2015 HQ393
- 2015 HS393
- 2015 HT393
- 2015 HU393
- 2015 HV393
- 2015 HW393
- 2015 HX393
- 2015 HY393
- 2015 HZ393
- 2015 HA394
- 2015 HB394
- 2015 HC394
- 2015 HD394
- 2015 HE394
- 2015 HF394
- 2015 HG394
- 2015 HH394
- 2015 HJ394
- 2015 HK394
- 2015 HL394
- 2015 HM394
- 2015 HN394
- 2015 HO394
- 2015 HP394
- 2015 HQ394
- 2015 HR394
- 2015 HS394
- 2015 HT394
- 2015 HU394
- 2015 HV394
- 2015 HW394
- 2015 HX394
- 2015 HY394
- 2015 HA395
- 2015 HB395
- 2015 HC395
- 2015 HD395
- 2015 HE395
- 2015 HF395
- 2015 HG395
- 2015 HH395
- 2015 HJ395
- 2015 HK395
- 2015 HL395
- 2015 HM395
- 2015 HN395
- 2015 HO395
- 2015 HP395
- 2015 HQ395
- 2015 HR395
- 2015 HS395
- 2015 HT395
- 2015 HU395
- 2015 HV395
- 2015 HW395
- 2015 HX395
- 2015 HY395
- 2015 HZ395
- 2015 HA396
- 2015 HB396
- 2015 HC396
- 2015 HD396
- 2015 HE396
- 2015 HF396
- 2015 HG396
- 2015 HH396
- 2015 HJ396
- 2015 HK396
- 2015 HL396
- 2015 HM396
- 2015 HN396
- 2015 HO396
- 2015 HP396
- 2015 HQ396
- 2015 HR396
- 2015 HS396
- 2015 HT396
- 2015 HU396
- 2015 HV396
- 2015 HW396
- 2015 HX396
- 2015 HY396
- 2015 HZ396
- 2015 HA397
- 2015 HB397
- 2015 HC397
- 2015 HD397
- 2015 HE397
- 2015 HF397
- 2015 HG397
- 2015 HH397
- 2015 HJ397
- 2015 HK397
- 2015 HL397
- 2015 HM397
- 2015 HN397
- 2015 HO397
- 2015 HP397
- 2015 HQ397
- 2015 HR397
- 2015 HS397
- 2015 HT397
- 2015 HU397
- 2015 HV397
- 2015 HW397
- 2015 HX397
- 2015 HY397
- 2015 HZ397
- 2015 HA398
- 2015 HB398
- 2015 HC398
- 2015 HD398
- 2015 HE398
- 2015 HF398
- 2015 HG398
- 2015 HH398
- 2015 HJ398
- 2015 HK398
- 2015 HL398
- 2015 HM398
- 2015 HN398
- 2015 HO398
- 2015 HP398
- 2015 HQ398
- 2015 HR398
- 2015 HS398
- 2015 HT398
- 2015 HU398
- 2015 HV398
- 2015 HW398
- 2015 HX398
- 2015 HY398
- 2015 HZ398
- 2015 HA399
- 2015 HB399
- 2015 HC399
- 2015 HD399
- 2015 HE399
- 2015 HF399
- 2015 HG399
- 2015 HH399
- 2015 HJ399
- 2015 HK399
- 2015 HL399
- 2015 HM399
- 2015 HN399
- 2015 HO399
- 2015 HP399
- 2015 HQ399
- 2015 HR399
- 2015 HS399
- 2015 HT399
- 2015 HU399
- 2015 HV399
- 2015 HW399
- 2015 HX399
- 2015 HY399
- 2015 HZ399
- 2015 HA400
- 2015 HB400
- 2015 HC400
- 2015 HD400
- 2015 HE400
- 2015 HF400
- 2015 HG400
- 2015 HH400
- 2015 HJ400
- 2015 HK400
- 2015 HL400
- 2015 HM400
- 2015 HN400
- 2015 HO400
- 2015 HP400
- 2015 HQ400
- 2015 HR400
- 2015 HS400
- 2015 HT400
- 2015 HU400
- 2015 HV400
- 2015 HW400
- 2015 HX400
- 2015 HY400
- 2015 HZ400
- 2015 HA401
- 2015 HB401
- 2015 HC401
- 2015 HD401
- 2015 HE401
- 2015 HF401
- 2015 HG401
- 2015 HH401
- 2015 HJ401
- 2015 HK401
- 2015 HL401
- 2015 HM401
- 2015 HN401
- 2015 HO401
- 2015 HP401
- 2015 HQ401
- 2015 HR401
- 2015 HS401
- 2015 HT401
- 2015 HU401
- 2015 HV401
- 2015 HW401
- 2015 HX401
- 2015 HY401
- 2015 HZ401
- 2015 HA402
- 2015 HB402
- 2015 HC402
- 2015 HD402
- 2015 HE402
- 2015 HF402
- 2015 HG402
- 2015 HH402
- 2015 HJ402
- 2015 HK402
- 2015 HL402
- 2015 HM402
- 2015 HN402
- 2015 HO402
- 2015 HP402
- 2015 HQ402
- 2015 HR402
- 2015 HS402
- 2015 HT402
- 2015 HU402
- 2015 HV402
- 2015 HW402
- 2015 HX402
- 2015 HY402
- 2015 HZ402
- 2015 HA403
- 2015 HB403
- 2015 HC403
- 2015 HD403
- 2015 HE403
- 2015 HF403
- 2015 HG403
- 2015 HH403
- 2015 HJ403
- 2015 HK403
- 2015 HL403
- 2015 HM403
- 2015 HN403
- 2015 HO403
- 2015 HP403
- 2015 HQ403
- 2015 HR403
- 2015 HS403
- 2015 HT403
- 2015 HU403
- 2015 HV403
- 2015 HW403
- 2015 HX403
- 2015 HY403
- 2015 HZ403
- 2015 HA404
- 2015 HB404
- 2015 HC404
- 2015 HD404
- 2015 HE404
- 2015 HF404
- 2015 HG404
- 2015 HH404
- 2015 HJ404
- 2015 HK404
- 2015 HL404
- 2015 HM404
- 2015 HN404
- 2015 HO404
- 2015 HP404
- 2015 HQ404
- 2015 HR404
- 2015 HS404
- 2015 HT404
- 2015 HU404
- 2015 HV404
- 2015 HW404
- 2015 HX404
- 2015 HY404
- 2015 HZ404
- 2015 HA405
- 2015 HB405
- 2015 HC405
- 2015 HD405
- 2015 HE405
- 2015 HF405
- 2015 HG405
- 2015 HH405
- 2015 HJ405
- 2015 HK405
- 2015 HL405
- 2015 HM405
- 2015 HN405
- 2015 HO405
- 2015 HP405
- 2015 HQ405
- 2015 HR405
- 2015 HS405
- 2015 HT405
- 2015 HU405
- 2015 HV405
- 2015 HW405
- 2015 HX405
- 2015 HY405
- 2015 HZ405
- 2015 HA406
- 2015 HB406
- 2015 HC406
- 2015 HD406
- 2015 HE406
- 2015 HF406
- 2015 HG406
- 2015 HH406
- 2015 HJ406
- 2015 HK406
- 2015 HL406
- 2015 HM406
- 2015 HN406
- 2015 HO406
- 2015 HP406
- 2015 HQ406
- 2015 HR406
- 2015 HS406
- 2015 HT406
- 2015 HU406
- 2015 HV406
- 2015 HW406
- 2015 HX406
- 2015 HY406
- 2015 HZ406
- 2015 HA407
- 2015 HB407
- 2015 HC407
- 2015 HD407
- 2015 HE407
- 2015 HF407
- 2015 HG407
- 2015 HH407
- 2015 HJ407
- 2015 HK407
- 2015 HL407
- 2015 HM407
- 2015 HN407
- 2015 HO407
- 2015 HP407
- 2015 HQ407
- 2015 HR407
- 2015 HS407
- 2015 HT407
- 2015 HU407
- 2015 HV407
- 2015 HW407
- 2015 HX407
- 2015 HY407
- 2015 HZ407
- 2015 HA408
- 2015 HB408
- 2015 HC408
- 2015 HD408
- 2015 HE408
- 2015 HF408
- 2015 HG408
- 2015 HH408
- 2015 HJ408
- 2015 HK408
- 2015 HL408
- 2015 HM408
- 2015 HN408
- 2015 HO408
- 2015 HP408
- 2015 HQ408
- 2015 HR408
- 2015 HS408
- 2015 HT408
- 2015 HU408
- 2015 HV408
- 2015 HW408
- 2015 HX408
- 2015 HY408
- 2015 HZ408
- 2015 HA409
- 2015 HB409
- 2015 HC409
- 2015 HD409
- 2015 HE409
- 2015 HF409
- 2015 HG409
- 2015 HH409
- 2015 HJ409
- 2015 HK409
- 2015 HL409
- 2015 HM409
- 2015 HN409
- 2015 HO409
- 2015 HP409
- 2015 HQ409
- 2015 HR409
- 2015 HS409
- 2015 HT409
- 2015 HU409
- 2015 HV409
- 2015 HW409
- 2015 HX409
- 2015 HY409
- 2015 HZ409
- 2015 HA410
- 2015 HB410
- 2015 HC410
- 2015 HD410
- 2015 HE410
- 2015 HF410
- 2015 HG410
- 2015 HH410
- 2015 HJ410
- 2015 HK410
- 2015 HL410
- 2015 HM410
- 2015 HN410
- 2015 HO410
- 2015 HP410
- 2015 HQ410
- 2015 HR410
- 2015 HS410
- 2015 HT410
- 2015 HU410
- 2015 HV410
- 2015 HW410
- 2015 HX410
- 2015 HY410
- 2015 HZ410
- 2015 HA411
- 2015 HB411
- 2015 HC411
- 2015 HD411
- 2015 HE411
- 2015 HF411
- 2015 HG411
- 2015 HH411
- 2015 HJ411
- 2015 HK411
- 2015 HL411
- 2015 HM411
- 2015 HN411
- 2015 HO411
- 2015 HP411
- 2015 HQ411
- 2015 HR411
- 2015 HS411
- 2015 HT411
- 2015 HU411
- 2015 HV411
- 2015 HW411
- 2015 HX411
- 2015 HY411
- 2015 HZ411
- 2015 HA412
- 2015 HB412
- 2015 HC412
- 2015 HD412
- 2015 HE412
- 2015 HF412
- 2015 HG412
- 2015 HH412
- 2015 HJ412
- 2015 HK412
- 2015 HL412
- 2015 HM412
- 2015 HN412
- 2015 HO412
- 2015 HP412
- 2015 HQ412
- 2015 HR412
- 2015 HS412
- 2015 HT412
- 2015 HU412
- 2015 HV412
- 2015 HW412
- 2015 HX412
- 2015 HY412
- 2015 HZ412
- 2015 HA413
- 2015 HB413
- 2015 HC413
- 2015 HD413
- 2015 HE413
- 2015 HF413
- 2015 HG413
- 2015 HH413
- 2015 HJ413
- 2015 HK413
- 2015 HL413
- 2015 HM413
- 2015 HN413
- 2015 HO413
- 2015 HP413
- 2015 HQ413
- 2015 HR413
- 2015 HS413
- 2015 HT413
- 2015 HU413
- 2015 HV413
- 2015 HW413
- 2015 HX413
- 2015 HY413
- 2015 HZ413
- 2015 HA414
- 2015 HB414
- 2015 HC414
- 2015 HD414
- 2015 HE414
- 2015 HF414
- 2015 HG414
- 2015 HH414
- 2015 HJ414
- 2015 HK414
- 2015 HL414
- 2015 HM414
- 2015 HN414
- 2015 HO414
- 2015 HP414
- 2015 HQ414
- 2015 HR414
- 2015 HS414
- 2015 HT414
- 2015 HU414
- 2015 HV414
- 2015 HW414
- 2015 HX414
- 2015 HY414
- 2015 HZ414
- 2015 HA415
- 2015 HB415
- 2015 HC415
- 2015 HD415
- 2015 HE415
- 2015 HF415
- 2015 HG415
- 2015 HH415
- 2015 HJ415
- 2015 HK415
- 2015 HL415
- 2015 HM415
- 2015 HN415
- 2015 HO415
- 2015 HP415
- 2015 HQ415
- 2015 HR415
- 2015 HS415
- 2015 HT415
- 2015 HU415
- 2015 HV415
- 2015 HW415
- 2015 HX415
- 2015 HY415
- 2015 HZ415
- 2015 HA416
- 2015 HB416
- 2015 HC416
- 2015 HD416
- 2015 HF416
- 2015 HG416
- 2015 HH416
- 2015 HJ416
- 2015 HK416
- 2015 HL416
- 2015 HM416
- 2015 HN416
- 2015 HO416
- 2015 HP416
- 2015 HQ416
- 2015 HR416
- 2015 HS416
- 2015 HT416
- 2015 HU416
- 2015 HV416
- 2015 HW416
- 2015 HX416
- 2015 HY416
- 2015 HZ416
- 2015 HA417
- 2015 HB417
- 2015 HC417
- 2015 HD417
- 2015 HE417
- 2015 HF417
- 2015 HG417
- 2015 HH417
- 2015 HJ417
- 2015 HK417
- 2015 HL417
- 2015 HM417
- 2015 HN417
- 2015 HO417
- 2015 HP417
- 2015 HQ417
- 2015 HR417
- 2015 HS417
- 2015 HT417
- 2015 HU417
- 2015 HV417
- 2015 HW417
- 2015 HX417
- 2015 HY417
- 2015 HZ417
- 2015 HA418
- 2015 HB418
- 2015 HC418
- 2015 HD418
- 2015 HE418
- 2015 HF418
- 2015 HG418
- 2015 HH418
- 2015 HJ418
- 2015 HK418
- 2015 HL418
- 2015 HM418
- 2015 HN418
- 2015 HO418
- 2015 HP418
- 2015 HQ418
- 2015 HR418
- 2015 HS418
- 2015 HT418
- 2015 HU418
- 2015 HV418
- 2015 HW418
- 2015 HX418
- 2015 HY418
- 2015 HZ418
- 2015 HA419
- 2015 HB419
- 2015 HC419
- 2015 HD419
- 2015 HE419
- 2015 HF419
- 2015 HG419
- 2015 HH419
- 2015 HJ419
- 2015 HK419
- 2015 HL419
- 2015 HM419
- 2015 HN419
- 2015 HO419
- 2015 HP419
- 2015 HQ419
- 2015 HR419
- 2015 HS419
- 2015 HT419
- 2015 HU419
- 2015 HV419
- 2015 HW419
- 2015 HX419
- 2015 HY419
- 2015 HZ419
- 2015 HA420
- 2015 HB420
- 2015 HC420
- 2015 HD420
- 2015 HE420
- 2015 HF420
- 2015 HG420
- 2015 HH420
- 2015 HJ420
- 2015 HK420
- 2015 HL420
- 2015 HM420
- 2015 HN420
- 2015 HO420
- 2015 HP420
- 2015 HQ420
- 2015 HR420
- 2015 HS420
- 2015 HT420
- 2015 HU420
- 2015 HV420
- 2015 HW420
- 2015 HX420
- 2015 HY420
- 2015 HZ420
- 2015 HA421
- 2015 HB421
- 2015 HC421
- 2015 HD421
- 2015 HE421
- 2015 HF421
- 2015 HG421
- 2015 HH421
- 2015 HJ421
- 2015 HK421
- 2015 HL421
- 2015 HM421
- 2015 HN421
- 2015 HO421
- 2015 HP421
- 2015 HQ421
- 2015 HR421
- 2015 HS421
- 2015 HT421
- 2015 HU421
- 2015 HV421
- 2015 HW421
- 2015 HX421
- 2015 HY421
- 2015 HZ421
- 2015 HA422
- 2015 HB422
- 2015 HC422
- 2015 HD422
- 2015 HE422
- 2015 HF422
- 2015 HG422
- 2015 HH422
- 2015 HJ422
- 2015 HK422
- 2015 HL422
- 2015 HM422
- 2015 HN422
- 2015 HO422
- 2015 HP422
- 2015 HQ422
- 2015 HR422
- 2015 HS422
- 2015 HT422
- 2015 HU422
- 2015 HV422
- 2015 HW422
- 2015 HX422
- 2015 HY422
- 2015 HZ422
- 2015 HA423
- 2015 HB423
- 2015 HC423
- 2015 HD423
- 2015 HE423
- 2015 HF423
- 2015 HG423
- 2015 HH423
- 2015 HJ423
- 2015 HK423
- 2015 HL423
- 2015 HM423
- 2015 HN423
- 2015 HO423
- 2015 HP423
- 2015 HQ423
- 2015 HR423
- 2015 HS423
- 2015 HT423
- 2015 HU423
- 2015 HV423
- 2015 HW423
- 2015 HX423
- 2015 HY423
- 2015 HZ423
- 2015 HA424
- 2015 HB424
- 2015 HC424
- 2015 HD424
- 2015 HE424
- 2015 HF424
- 2015 HG424
- 2015 HH424
- 2015 HJ424
- 2015 HK424
- 2015 HL424
- 2015 HM424
- 2015 HN424
- 2015 HO424
- 2015 HP424
- 2015 HQ424
- 2015 HR424
- 2015 HS424
- 2015 HT424
- 2015 HU424
- 2015 HV424
- 2015 HW424
- 2015 HX424
- 2015 HY424
- 2015 HZ424
- 2015 HA425
- 2015 HB425
- 2015 HC425
- 2015 HD425
- 2015 HE425
- 2015 HF425
- 2015 HG425
- 2015 HH425
- 2015 HJ425
- 2015 HK425
- 2015 HL425
- 2015 HM425
- 2015 HN425
- 2015 HO425
- 2015 HP425
- 2015 HQ425
- 2015 HR425
- 2015 HS425
- 2015 HT425
- 2015 HU425
- 2015 HV425
- 2015 HW425
- 2015 HX425
- 2015 HY425
- 2015 HZ425
- 2015 HA426
- 2015 HB426
- 2015 HC426
- 2015 HD426
- 2015 HE426
- 2015 HF426
- 2015 HG426
- 2015 HH426
- 2015 HJ426
- 2015 HK426
- 2015 HL426
- 2015 HM426
- 2015 HN426
- 2015 HO426
- 2015 HP426
- 2015 HQ426
- 2015 HR426
- 2015 HS426
- 2015 HT426
- 2015 HU426
- 2015 HV426
- 2015 HW426
- 2015 HX426
- 2015 HY426
- 2015 HZ426
- 2015 HA427
- 2015 HB427
- 2015 HC427
- 2015 HD427
- 2015 HE427
- 2015 HF427
- 2015 HG427
- 2015 HH427
- 2015 HJ427
- 2015 HK427
- 2015 HL427
- 2015 HM427
- 2015 HN427
- 2015 HO427
- 2015 HP427
- 2015 HQ427
- 2015 HR427
- 2015 HS427
- 2015 HT427
- 2015 HU427
- 2015 HV427
- 2015 HW427
- 2015 HX427
- 2015 HY427
- 2015 HZ427
- 2015 HA428
- 2015 HB428
- 2015 HC428
- 2015 HD428
- 2015 HE428
- 2015 HF428
- 2015 HG428
- 2015 HH428
- 2015 HJ428
- 2015 HK428
- 2015 HL428
- 2015 HM428
- 2015 HN428
- 2015 HO428
- 2015 HP428
- 2015 HQ428
- 2015 HR428
- 2015 HS428
- 2015 HT428
- 2015 HU428
- 2015 HV428
- 2015 HW428
- 2015 HX428
- 2015 HY428
- 2015 HZ428
- 2015 HA429
- 2015 HB429
- 2015 HC429
- 2015 HD429
- 2015 HE429
- 2015 HF429
- 2015 HG429
- 2015 HH429
- 2015 HJ429
- 2015 HK429
- 2015 HL429
- 2015 HM429
- 2015 HN429
- 2015 HO429
- 2015 HP429
- 2015 HQ429
- 2015 HR429
- 2015 HS429
- 2015 HT429
- 2015 HU429
- 2015 HV429
- 2015 HW429
- 2015 HX429
- 2015 HY429
- 2015 HZ429
- 2015 HA430
- 2015 HB430
- 2015 HC430
- 2015 HD430
- 2015 HE430
- 2015 HF430
- 2015 HG430
- 2015 HH430
- 2015 HJ430
- 2015 HK430
- 2015 HL430
- 2015 HM430
- 2015 HN430
- 2015 HO430
- 2015 HP430
- 2015 HQ430
- 2015 HR430
- 2015 HS430
- 2015 HT430
- 2015 HU430
- 2015 HV430
- 2015 HW430
- 2015 HX430
- 2015 HY430
- 2015 HZ430
- 2015 HA431
- 2015 HB431
- 2015 HC431
- 2015 HD431
- 2015 HE431
- 2015 HF431
- 2015 HG431
- 2015 HH431
- 2015 HJ431
- 2015 HK431
- 2015 HL431
- 2015 HM431
- 2015 HN431
- 2015 HO431
- 2015 HP431
- 2015 HQ431
- 2015 HR431
- 2015 HS431
- 2015 HT431
- 2015 HU431
- 2015 HV431
- 2015 HW431
- 2015 HX431
- 2015 HY431
- 2015 HZ431
- 2015 HA432
- 2015 HB432
- 2015 HC432
- 2015 HD432
- 2015 HE432
- 2015 HF432
- 2015 HG432
- 2015 HH432
- 2015 HJ432
- 2015 HK432
- 2015 HL432
- 2015 HM432
- 2015 HN432
- 2015 HO432
- 2015 HP432
- 2015 HQ432
- 2015 HR432
- 2015 HS432
- 2015 HT432
- 2015 HU432
- 2015 HV432
- 2015 HW432
- 2015 HX432
- 2015 HY432
- 2015 HZ432
- 2015 HA433
- 2015 HB433
- 2015 HC433
- 2015 HD433
- 2015 HE433
- 2015 HF433
- 2015 HG433
- 2015 HH433
- 2015 HJ433
- 2015 HK433
- 2015 HL433
- 2015 HM433
- 2015 HN433
- 2015 HO433
- 2015 HP433
- 2015 HQ433
- 2015 HR433
- 2015 HS433
- 2015 HT433
- 2015 HU433
- 2015 HV433
- 2015 HW433
- 2015 HX433
- 2015 HY433
- 2015 HZ433
- 2015 HA434
- 2015 HB434
- 2015 HC434
- 2015 HD434
- 2015 HE434
- 2015 HF434
- 2015 HG434
- 2015 HH434
- 2015 HJ434
- 2015 HK434
- 2015 HL434
- 2015 HM434
- 2015 HN434
- 2015 HO434
- 2015 HP434
- 2015 HQ434
- 2015 HR434
- 2015 HS434
- 2015 HT434
- 2015 HU434
- 2015 HV434
- 2015 HW434
- 2015 HX434
- 2015 HY434
- 2015 HZ434
- 2015 HA435
- 2015 HB435
- 2015 HC435
- 2015 HD435
- 2015 HE435
- 2015 HF435
- 2015 HG435
- 2015 HH435
- 2015 HJ435
- 2015 HK435
- 2015 HL435
- 2015 HM435
- 2015 HN435
- 2015 HO435
- 2015 HP435
- 2015 HQ435
- 2015 HR435
- 2015 HS435
- 2015 HT435
- 2015 HU435
- 2015 HV435
- 2015 HW435
- 2015 HX435
- 2015 HY435
- 2015 HZ435
- 2015 HA436
- 2015 HB436
- 2015 HC436
- 2015 HD436
- 2015 HE436
- 2015 HF436
- 2015 HG436
- 2015 HH436
- 2015 HJ436
- 2015 HK436
- 2015 HL436
- 2015 HM436
- 2015 HN436
- 2015 HO436
- 2015 HP436
- 2015 HQ436
- 2015 HR436
- 2015 HS436
- 2015 HT436
- 2015 HU436
- 2015 HV436
- 2015 HW436
- 2015 HX436
- 2015 HY436
- 2015 HZ436
- 2015 HA437
- 2015 HB437
- 2015 HC437
- 2015 HD437
- 2015 HE437
- 2015 HF437
- 2015 HG437
- 2015 HH437
- 2015 HJ437
- 2015 HK437
- 2015 HL437
- 2015 HM437
- 2015 HN437
- 2015 HO437
- 2015 HP437
- 2015 HQ437
- 2015 HR437
- 2015 HS437
- 2015 HT437
- 2015 HU437
- 2015 HV437
- 2015 HW437
- 2015 HX437
- 2015 HY437
- 2015 HZ437
- 2015 HA438
- 2015 HB438
- 2015 HC438
- 2015 HD438
- 2015 HE438
- 2015 HF438
- 2015 HG438
- 2015 HH438
- 2015 HJ438
- 2015 HK438
- 2015 HL438
- 2015 HM438
- 2015 HN438
- 2015 HO438
- 2015 HP438
- 2015 HQ438
- 2015 HR438
- 2015 HS438
- 2015 HT438
- 2015 HU438
- 2015 HV438
- 2015 HW438
- 2015 HX438
- 2015 HY438
- 2015 HZ438
- 2015 HA439
- 2015 HB439
- 2015 HC439
- 2015 HD439
- 2015 HE439
- 2015 HF439
- 2015 HG439
- 2015 HH439
- 2015 HJ439
- 2015 HK439
- 2015 HL439
- 2015 HM439
- 2015 HN439
- 2015 HO439
- 2015 HP439
- 2015 HQ439
- 2015 HR439
- 2015 HS439
- 2015 HT439
- 2015 HU439
- 2015 HV439
- 2015 HW439
- 2015 HX439
- 2015 HY439
- 2015 HZ439
- 2015 HA440
- 2015 HB440
- 2015 HC440
- 2015 HD440
- 2015 HE440
- 2015 HF440
- 2015 HG440
- 2015 HH440
- 2015 HJ440
- 2015 HK440
- 2015 HL440
- 2015 HM440
- 2015 HN440
- 2015 HO440
- 2015 HP440
- 2015 HQ440
- 2015 HR440
- 2015 HS440
- 2015 HT440
- 2015 HU440
- 2015 HV440
- 2015 HW440
- 2015 HX440
- 2015 HY440
- 2015 HZ440
- 2015 HA441
- 2015 HB441
- 2015 HC441
- 2015 HD441
- 2015 HE441
- 2015 HF441
- 2015 HG441
- 2015 HH441
- 2015 HJ441
- 2015 HK441
- 2015 HL441
- 2015 HM441
- 2015 HN441
- 2015 HO441
- 2015 HP441
- 2015 HQ441
- 2015 HR441
- 2015 HS441
- 2015 HT441
- 2015 HU441
- 2015 HV441
- 2015 HW441
- 2015 HX441
- 2015 HY441
- 2015 HZ441
- 2015 HA442
- 2015 HB442
- 2015 HC442
- 2015 HD442
- 2015 HE442
- 2015 HF442
- 2015 HG442
- 2015 HH442
- 2015 HJ442
- 2015 HK442
- 2015 HL442
- 2015 HM442
- 2015 HN442
- 2015 HO442
- 2015 HP442
- 2015 HQ442
- 2015 HR442
- 2015 HS442
- 2015 HT442
- 2015 HV442
- 2015 HW442
- 2015 HX442
- 2015 HY442
- 2015 HZ442
- 2015 HA443
- 2015 HB443
- 2015 HC443
- 2015 HD443
- 2015 HE443
- 2015 HF443
- 2015 HG443
- 2015 HH443
- 2015 HJ443
- 2015 HK443
- 2015 HL443
- 2015 HM443
- 2015 HN443
- 2015 HO443
- 2015 HP443
- 2015 HQ443
- 2015 HR443
- 2015 HS443
- 2015 HT443
- 2015 HU443
- 2015 HV443
- 2015 HW443
- 2015 HX443
- 2015 HY443
- 2015 HZ443
- 2015 HA444
- 2015 HB444
- 2015 HC444
- 2015 HD444
- 2015 HE444
- 2015 HF444
- 2015 HG444
- 2015 HH444
- 2015 HJ444
- 2015 HK444
- 2015 HL444
- 2015 HM444
- 2015 HN444
- 2015 HO444
- 2015 HP444
- 2015 HQ444
- 2015 HR444
- 2015 HS444
- 2015 HT444
- 2015 HU444
- 2015 HV444
- 2015 HW444
- 2015 HX444
- 2015 HY444
- 2015 HZ444
- 2015 HA445
- 2015 HB445
- 2015 HC445
- 2015 HD445
- 2015 HE445
- 2015 HF445
- 2015 HG445
- 2015 HJ445
- 2015 HK445
- 2015 HL445
- 2015 HM445
- 2015 HN445
- 2015 HO445
- 2015 HP445
- 2015 HQ445
- 2015 HR445
- 2015 HS445
- 2015 HT445
- 2015 HU445
- 2015 HV445
- 2015 HW445
- 2015 HX445
- 2015 HY445
- 2015 HZ445
- 2015 HA446
- 2015 HB446
- 2015 HC446
- 2015 HD446
- 2015 HE446
- 2015 HF446
- 2015 HG446
- 2015 HH446
- 2015 HJ446
- 2015 HK446
- 2015 HL446
- 2015 HM446
- 2015 HN446
- 2015 HO446
- 2015 HP446
- 2015 HQ446
- 2015 HR446
- 2015 HS446
- 2015 HT446
- 2015 HU446
- 2015 HV446
- 2015 HW446
- 2015 HX446
- 2015 HY446
- 2015 HZ446
- 2015 HA447
- 2015 HB447
- 2015 HC447
- 2015 HD447
- 2015 HE447
- 2015 HF447
- 2015 HG447
- 2015 HH447
- 2015 HJ447
- 2015 HK447
- 2015 HL447
- 2015 HM447
- 2015 HN447
- 2015 HO447
- 2015 HP447
- 2015 HQ447
- 2015 HR447
- 2015 HS447
- 2015 HT447
- 2015 HU447
- 2015 HV447
- 2015 HW447
- 2015 HX447
- 2015 HY447
- 2015 HZ447
- 2015 HA448
- 2015 HB448
- 2015 HC448
- 2015 HD448
- 2015 HE448
- 2015 HF448
- 2015 HG448
- 2015 HH448
- 2015 HJ448
- 2015 HK448
- 2015 HL448
- 2015 HM448
- 2015 HN448
- 2015 HO448
- 2015 HP448
- 2015 HQ448
- 2015 HR448
- 2015 HS448
- 2015 HT448
- 2015 HU448
- 2015 HV448
- 2015 HW448
- 2015 HX448
- 2015 HY448
- 2015 HZ448
- 2015 HA449
- 2015 HB449
- 2015 HC449
- 2015 HD449
- 2015 HE449
- 2015 HF449
- 2015 HG449
- 2015 HH449
- 2015 HJ449
- 2015 HK449
- 2015 HL449
- 2015 HM449
- 2015 HN449
- 2015 HO449
- 2015 HP449
- 2015 HQ449
- 2015 HR449
- 2015 HS449
- 2015 HT449
- 2015 HU449
- 2015 HV449
- 2015 HW449
- 2015 HX449
- 2015 HY449
- 2015 HZ449
- 2015 HA450
- 2015 HB450
- 2015 HC450
- 2015 HD450
- 2015 HE450
- 2015 HF450
- 2015 HG450
- 2015 HH450
- 2015 HJ450
- 2015 HK450
- 2015 HL450
- 2015 HM450
- 2015 HN450
- 2015 HO450
- 2015 HP450
- 2015 HQ450
- 2015 HR450
- 2015 HS450
- 2015 HT450
- 2015 HU450
- 2015 HV450
- 2015 HW450
- 2015 HX450
- 2015 HY450
- 2015 HZ450
- 2015 HA451
- 2015 HB451
- 2015 HC451
- 2015 HD451
- 2015 HE451
- 2015 HF451
- 2015 HG451
- 2015 HH451
- 2015 HJ451
- 2015 HK451
- 2015 HL451
- 2015 HM451
- 2015 HN451
- 2015 HO451
- 2015 HP451
- 2015 HQ451
- 2015 HR451
- 2015 HS451
- 2015 HT451
- 2015 HU451
- 2015 HV451
- 2015 HW451
- 2015 HX451
- 2015 HY451
- 2015 HZ451
- 2015 HA452
- 2015 HB452
- 2015 HC452
- 2015 HD452
- 2015 HE452
- 2015 HF452
- 2015 HG452
- 2015 HH452
- 2015 HJ452
- 2015 HK452
- 2015 HL452
- 2015 HM452
- 2015 HN452
- 2015 HO452
- 2015 HP452
- 2015 HQ452
- 2015 HR452
- 2015 HS452
- 2015 HT452
- 2015 HU452
- 2015 HV452
- 2015 HW452
- 2015 HX452
- 2015 HY452
- 2015 HZ452
- 2015 HA453
- 2015 HB453
- 2015 HC453
- 2015 HD453
- 2015 HE453
- 2015 HF453
- 2015 HG453
- 2015 HH453
- 2015 HJ453
- 2015 HK453
- 2015 HL453
- 2015 HM453
- 2015 HN453
- 2015 HO453
- 2015 HP453
- 2015 HQ453
- 2015 HR453
- 2015 HS453
- 2015 HT453
- 2015 HU453
- 2015 HV453
- 2015 HW453
- 2015 HX453
- 2015 HY453
- 2015 HZ453
- 2015 HA454
- 2015 HB454
- 2015 HC454
- 2015 HD454
- 2015 HE454
- 2015 HF454
- 2015 HG454
- 2015 HH454
- 2015 HJ454
- 2015 HK454
- 2015 HL454
- 2015 HM454
- 2015 HN454
- 2015 HO454
- 2015 HP454
- 2015 HQ454
- 2015 HR454
- 2015 HS454
- 2015 HT454
- 2015 HU454
- 2015 HV454
- 2015 HW454
- 2015 HX454
- 2015 HY454
- 2015 HZ454
- 2015 HA455
- 2015 HB455
- 2015 HC455
- 2015 HD455
- 2015 HE455
- 2015 HF455
- 2015 HG455
- 2015 HH455
- 2015 HJ455
- 2015 HK455
- 2015 HL455
- 2015 HM455
- 2015 HN455
- 2015 HO455
- 2015 HP455
- 2015 HQ455
- 2015 HR455
- 2015 HS455
- 2015 HT455
- 2015 HU455
- 2015 HV455
- 2015 HW455
- 2015 HX455
- 2015 HY455
- 2015 HZ455
- 2015 HA456
- 2015 HB456
- 2015 HC456
- 2015 HD456
- 2015 HE456
- 2015 HF456
- 2015 HG456
- 2015 HH456
- 2015 HJ456
- 2015 HK456
- 2015 HL456
- 2015 HM456
- 2015 HN456
- 2015 HO456
- 2015 HP456
- 2015 HQ456
- 2015 HR456
- 2015 HS456
- 2015 HT456
- 2015 HU456
- 2015 HV456
- 2015 HW456
- 2015 HX456
- 2015 HY456
- 2015 HZ456
- 2015 HA457
- 2015 HB457
- 2015 HC457
- 2015 HD457
- 2015 HE457
- 2015 HF457
- 2015 HG457
- 2015 HH457
- 2015 HJ457
- 2015 HK457
- 2015 HL457
- 2015 HM457
- 2015 HN457
- 2015 HO457
- 2015 HP457
- 2015 HQ457
- 2015 HR457
- 2015 HS457
- 2015 HT457
- 2015 HU457
- 2015 HV457
- 2015 HW457
- 2015 HX457
- 2015 HY457
- 2015 HZ457
- 2015 HA458
- 2015 HB458
- 2015 HC458
- 2015 HD458
- 2015 HE458
- 2015 HF458
- 2015 HG458
- 2015 HH458
- 2015 HJ458
- 2015 HK458
- 2015 HL458
- 2015 HM458
- 2015 HN458
- 2015 HO458
- 2015 HP458
- 2015 HQ458
- 2015 HR458
- 2015 HS458
- 2015 HT458
- 2015 HU458
- 2015 HV458
- 2015 HW458
- 2015 HX458
- 2015 HY458
- 2015 HZ458
- 2015 HA459
- 2015 HB459
- 2015 HC459
- 2015 HD459
- 2015 HE459
- 2015 HF459
- 2015 HG459
- 2015 HH459
- 2015 HJ459
- 2015 HK459
- 2015 HL459
- 2015 HM459
- 2015 HN459
- 2015 HO459
- 2015 HP459
- 2015 HQ459
- 2015 HR459
- 2015 HS459
- 2015 HT459
- 2015 HU459
- 2015 HV459
- 2015 HW459
- 2015 HX459
- 2015 HY459
- 2015 HZ459
- 2015 HA460
- 2015 HB460
- 2015 HC460
- 2015 HD460
- 2015 HE460
- 2015 HF460
- 2015 HG460
- 2015 HH460
- 2015 HJ460
- 2015 HK460
- 2015 HL460
- 2015 HM460
- 2015 HN460
- 2015 HO460
- 2015 HP460
- 2015 HQ460
- 2015 HR460
- 2015 HS460
- 2015 HT460
- 2015 HU460
- 2015 HV460
- 2015 HW460
- 2015 HX460
- 2015 HY460
- 2015 HZ460
- 2015 HA461
- 2015 HB461
- 2015 HC461
- 2015 HD461
- 2015 HE461
- 2015 HF461
- 2015 HG461
- 2015 HH461
- 2015 HJ461
- 2015 HK461
- 2015 HL461
- 2015 HM461
- 2015 HN461
- 2015 HO461
- 2015 HP461
- 2015 HQ461
- 2015 HR461
- 2015 HS461
- 2015 HT461
- 2015 HU461
- 2015 HV461
- 2015 HW461
- 2015 HX461
- 2015 HY461
- 2015 HZ461
- 2015 HA462
- 2015 HB462
- 2015 HC462
- 2015 HD462
- 2015 HE462
- 2015 HF462
- 2015 HG462
- 2015 HH462
- 2015 HJ462
- 2015 HK462
- 2015 HL462
- 2015 HM462
- 2015 HN462
- 2015 HO462
- 2015 HP462
- 2015 HQ462
- 2015 HR462
- 2015 HS462
- 2015 HT462
- 2015 HU462
- 2015 HV462
- 2015 HW462
- 2015 HX462
- 2015 HY462
- 2015 HZ462
- 2015 HA463
- 2015 HB463
- 2015 HC463
- 2015 HD463
- 2015 HE463
- 2015 HF463
- 2015 HG463
- 2015 HH463
- 2015 HJ463
- 2015 HK463
- 2015 HL463
- 2015 HM463
- 2015 HN463
- 2015 HO463
- 2015 HP463
- 2015 HQ463
- 2015 HR463
- 2015 HS463
- 2015 HT463
- 2015 HU463
- 2015 HV463
- 2015 HW463
- 2015 HX463
- 2015 HY463
- 2015 HZ463
- 2015 HA464
- 2015 HB464
- 2015 HC464
- 2015 HD464
- 2015 HE464
- 2015 HF464
- 2015 HG464
- 2015 HH464
- 2015 HJ464
- 2015 HK464
- 2015 HL464
- 2015 HM464
- 2015 HN464
- 2015 HO464
- 2015 HP464
- 2015 HQ464
- 2015 HR464
- 2015 HS464
- 2015 HT464
- 2015 HU464
- 2015 HV464
- 2015 HW464
- 2015 HX464
- 2015 HY464
- 2015 HZ464
- 2015 HA465
- 2015 HB465
- 2015 HC465
- 2015 HD465
- 2015 HE465
- 2015 HF465
- 2015 HG465
- 2015 HH465
- 2015 HJ465
- 2015 HK465
- 2015 HL465
- 2015 HM465
- 2015 HN465
- 2015 HO465
- 2015 HP465
- 2015 HQ465
- 2015 HR465
- 2015 HS465
- 2015 HT465
- 2015 HU465
- 2015 HV465
- 2015 HW465
- 2015 HX465
- 2015 HY465
- 2015 HZ465
- 2015 HA466
- 2015 HB466
- 2015 HC466
- 2015 HD466
- 2015 HE466
- 2015 HF466
- 2015 HG466
- 2015 HH466
- 2015 HJ466
- 2015 HK466
- 2015 HL466
- 2015 HM466
- 2015 HN466
- 2015 HO466
- 2015 HP466
- 2015 HQ466
- 2015 HR466
- 2015 HS466
- 2015 HT466
- 2015 HU466
- 2015 HV466
- 2015 HW466
- 2015 HX466
- 2015 HY466
- 2015 HZ466
- 2015 HC467
- 2015 HD467
- 2015 HE467
- 2015 HF467
- 2015 HG467
- 2015 HH467
- 2015 HJ467
- 2015 HK467
- 2015 HL467
- 2015 HM467
- 2015 HN467
- 2015 HO467
- 2015 HP467
- 2015 HQ467
- 2015 HR467
- 2015 HT467
- 2015 HU467
- 2015 HV467
- 2015 HW467
- 2015 HY467
- 2015 HZ467
- 2015 HA468
- 2015 HB468
- 2015 HC468
- 2015 HF468
- 2015 HG468
- 2015 HH468
- 2015 HK468
- 2015 HL468
- 2015 HM468
- 2015 HN468
- 2015 HO468
- 2015 HP468
- 2015 HQ468
- 2015 HR468
- 2015 HS468
- 2015 HT468
- 2015 HU468
- 2015 HV468
- 2015 HW468
- 2015 HX468
- 2015 HY468
- 2015 HZ468
- 2015 HA469
- 2015 HB469
- 2015 HC469
- 2015 HD469
- 2015 HE469
- 2015 HF469
- 2015 HG469
- 2015 HH469
- 2015 HJ469
- 2015 HK469
- 2015 HL469
- 2015 HM469
- 2015 HN469
- 2015 HO469
- 2015 HP469
- 2015 HQ469
- 2015 HR469
- 2015 HS469
- 2015 HT469
- 2015 HU469
- 2015 HV469
- 2015 HW469
- 2015 HX469
- 2015 HY469
- 2015 HZ469
- 2015 HA470
- 2015 HB470
- 2015 HC470
- 2015 HD470
- 2015 HE470
- 2015 HF470
- 2015 HG470
- 2015 HH470
- 2015 HJ470
- 2015 HK470
- 2015 HL470
- 2015 HM470
- 2015 HN470
- 2015 HO470
- 2015 HP470
- 2015 HQ470
- 2015 HR470
- 2015 HS470
- 2015 HT470
- 2015 HU470
- 2015 HV470
- 2015 HW470
- 2015 HX470
- 2015 HY470
- 2015 HZ470
- 2015 HA471
- 2015 HB471
- 2015 HC471
- 2015 HD471
- 2015 HE471
- 2015 HF471
- 2015 HH471
- 2015 HJ471
- 2015 HK471
- 2015 HL471
- 2015 HM471
- 2015 HN471
- 2015 HO471
- 2015 HP471
- 2015 HQ471
- 2015 HR471
- 2015 HS471
- 2015 HT471
- 2015 HU471
- 2015 HV471
- 2015 HW471
- 2015 HX471
- 2015 HY471
- 2015 HZ471
- 2015 HA472
- 2015 HB472
- 2015 HC472
- 2015 HD472
- 2015 HE472
- 2015 HF472
- 2015 HG472
- 2015 HH472
- 2015 HJ472
- 2015 HK472